# يوسف بن تاشفين
أمير المسلمين أبو يعقوب يوسف بن تاشفين بن إبراهيم اللمتوني الصنهاجي (400 - 500 هـ / 1009 - 1106 م) قائد وأمير مسلم وَحَّد المغرب وضم الأندلس تحت مُلكه وسلطته. تولى إمارة دولة المرابطين بعد أن تنازل له ابن عمه الأمير أبو بكر بن عمر اللمتوني عن الملك، واستطاع إنشاء دولة إسلامية تمتد من بجاية شرقًا إلى المحيط الأطلسي غربًا، وما بين البحر المتوسط شمالًا حتى السودان جنوبًا.
دخل ابن تاشفين الأندلس للمرة الأولى بعدما استنجد به ملوك الطوائف وخاصة أمير إشبيلية المعتمد بن عباد، وخاض معركة الزلاقة ضد جيوش قشتالة وليون التي كان يقودها الملك ألفونسو السادس ملك قشتالة يوم 12 رجب 479 هـ الموافق 23 أكتوبر 1086م، فاستدرك المسلمون بهذه الواقعة الأندلس من الضياع. تَسمى ابن تاشفين لأول مرة في التاريخ الإسلامي بلقب أمير المسلمين، ثم أرسل إلى الخليفة العباسي في بغداد أبو العباس أحمد المستظهر بالله سفيرين هما عبد الله بن محمد بن العربي المعافري الإشبيلي، وولده القاضي أبو بكر بن العربي يحملان هدايا وطلب تقليده الولاية، فبعث إليه الخليفة بمرسوم الولاية. في عام 481 هـ اجتاز ابن تاشفين البحر إلى الأندلس للمرة الثانية فحاصر حصن لييط واستولى عليه، وفي عبوره الثالث استولى على الأندلس الإسلامية كاملة عام 496 هـ 1103 م، وضمها لدولة المرابطين.
ينتمي يوسف بن تاشفين لقبيلة لمتونة وهي إحدى قبائل صنهاجة الموجودة بجبل لمتونة، والتي كان لها الفضل الأكبر في انتشار المذهب المالكي في المغرب وأفريقيا والأندلس، قال ابن حزم الأندلسي: «مذهبان انتشرا في بدء أمرهما بالرياسة والسلطان، الحنفي في المشرق، والمالكي بالأندلس». قام ببناء مدينة مراكش عام 454 هـ / 1062 وجعلها عاصمة مملكته. توفي في شهر محرم 500 هـ / يوليو 1106 عن عمر يقارب مئة عام.

## نسبه ونشأته
هو يوسف بن تاشفين بن إبراهيم بن تورفيت بن وارتقطين بن منصور بن مصالة بن أمية بن واتلمي بن تامليت، من قبيلة لمتونة الصنهاجية. أمه هي ابنة عم أبيه فاطمة بنت سير بن يحيى بن وجاج بن وارتقطين. كانت قبيلته تسكن المنطقة الممتدة من وادي نون إلى رأس موغادور، إلى مدينة ازكي شرقًا، وكانت المناطق الشمالية مقرًا لبني وارتقطين، وفيها ولد ابن تاشفين عام 400هـ الموافق 1009م. عُرفت قبيلته بالسيادة وبسطت سيطرتها على صنهاجة، واستطاعت الاحتفاظ بالرئاسة منذ أن جعلها فيها الإمام ابن ياسين.
كان يوسف أسمر اللون، معتدل القامة، نحيف الجسم، خفيف العارضين، رقيق الصوت، أكحل العينين، أقنى الأنف، له وفرة تبلغ شحمة الأذن، مقرون الحاجبين، أجعد الشعر. تربى ابن تاشفين في الصحراء وأخذ منها عادات أهلها وتقاليدهم. تلقى في طفولته العلم من أفواه المحدثين والوعاظ، إذ أن المدارس كانت نادرة في الصحراء، ولم يتعمق في العلوم الدينية، لأن المسائل المعقدة كانت من مهام الفقهاء، وفي الصحراء لم تكن البيئة مواتية لقدوم الفقهاء والتدريس فيها، وقد نال ابن تاشفين نصيبًا من تعاليم ثورة عبد الله بن ياسين.
كانت أولى زوجاته زينب بنت إسحاق النفزاوية، وهي من أسرة كانت تعمل في التجارة، اقترن بها يوسف بن علي بن عبد الرحمن شيخ وريكة، وبعده تزوجها لقوط بن يوسف بن علي المغراوي أمير أغمات، وبعد مقتله تزوجها الأمير أبو بكر بن عمر وبقيت عنده ثلاثة أشهر، ولما عزم على السفر إلى الصحراء طلقها، وقال لها: «أنت امرأة جميلة، بضة لا طاقة لك على حرارة الصحراء، وإني مطلقك، فإذا انقضت مدتك فانكحي ابن عمي يوسف بن تاشفين». وقد اقترن بها بعد تمام عدتها، وظلت زينب القائمة بملك زوجها حتى وفاتها عام 464هـ الموافق 1071م. ثم اقترن يوسف بسيدة تدعى عائشة أنجبت الأمير محمد الذي نسب إليها فصار يدعى محمد بن عائشة. رُزق يوسف عددًا من الأولاد أولهم تميم الذي كان واليًا على سبتة، وعلي خليفته من بعده، وإبراهيم، ومحمد الذي كان أحد القادة البارزين في جيش والده، والفضيل، أما بناته فهنَّ: كونة ورقية.

## التَّدرُج في الحُكم

### مرحلة قيادة جيش المرابطين

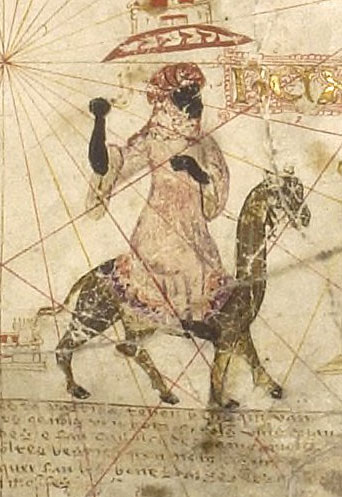
صورة تخيلية للأمير أبو بكر بن عمر اللمتوني.

في الفترة (448 هـ / 1056 - 452 هـ / 1060) لم يكن ابن تاشفين أميرًا في جيش المرابطين، بل كان مجرد قائد عسكري يعمل تحت إمرة ابن عمه الأمير أبو بكر بن عمر اللمتوني، ولم يكن يمتلك السلطة بل كان ينفذ تعليمات غيره من الأمراء. كانت هذه المرحلة غنية بالتجارب، أهلته للانتقال للمرحلة التالية، واستطاع خلالها ممارسة السلطة والاطلاع على خفاياها دون تحمل أدنى مسؤولية، واستطاع بعدها تسلم الإمارة والقيام بأعباء السلطة.
ظهر نجم يوسف في معركة الواحات التي وقعت عام 448 هـ الموافق 1056، فقد كان قائدًا لمقدمة جيش المرابطين المهاجم، وبعد فتح مدينة سجلماسة عينه الأمير أبو بكر واليًا عليها، فأظهر مهارة إدارية في تنظيمها. وبعد ذلك غزا بلاد جزولة، وفتح ماسة، ثم سار إلى تارودنت التي تعتبر قاعدة بلاد السوس وفتحها، وكان بها طائفة من الشيعة البجليين نسبة إلى مؤسسها علي بن عبد الله البجلي، فقتل المرابطون أولئك الشيعة، وتحول من بقي منهم على قيد الحياة إلى مذهب أهل السنة والجماعة.
كانت مدينة أغمات في ذلك الوقت مدينة مزدهرة حضاريًا، إذ كانت إحدى مراكز النصرانية القديمة، ومقرًا للبربر المتهودين، وكان يحكمها الأمير لقوط بن يوسف بن علي المغراوي. تلقى ابن تاشفين التعليمات من الأمير أبي بكر بمهاجمتها، ولما رأى أميرها أن لا جدوى من المقاومة، فر منها إلى تادلة والتجأ إلى بني يفرن، ودخل المرابطون المدينة في عام 449 هـ الموافق 1057، ثم هاجم يوسف تادلا وفتحها، وظفر بلقوط المغراوي وقتله، وقد تزوج الأمير أبو بكر بزوجته زينب بنت إسحاق.
سار المرابطون نحو مدينة تامسنا لجهاد برغواطة، وكانت برغواطة إمارة تدين بدينها الخاص الذي أسسه رجل يهودي يدعى صالح بن طريف البرناطي، نسبة إلى حصن برناط من أعمال شذونة في الأندلس، وكان أمير برغواطة أبو حفص بن عبد الله بن أبي غفير بن محمد بن معاذ بن اليسع بن صالح بن طريف. نشبت معركة بين الفريقين أصيب فيها الإمام ابن ياسين بجراح بالغة توفي على أثرها عام 451 هـ الموافق 1059، ودفن في مكان يقال له كريفلة على مقربة من تامسنا. اختار المرابطون بعد وفاة ابن ياسين الأمير أبو بكر بن عمر اللمتوني رئيسًا على المرابطين. كانت وفاة ابن ياسين البداية الأولى في دفع ابن تاشفين لرئاسة المرابطين، إذ أن ابن ياسين كان يمسك بالسلطة الدينية وسلطة الحكم، وبعد وفاته أخذت وضعية المرابطين تستلزم حلًا لمشكلة ازدواج السلطة.

### مرحلة النيابة على المغرب
بعد أن ابتعد المرابطون عن موطنهم الأصلي الصحراء، فَرضت عليهم الظروف الجديدة أن يكون للصحراء جندها وللحضر جنده، وكان أساس هذه الظروف الجديدة أخبار وصلت جيش المرابطين تشير إلى اختلال أمر الصحراء، وإلى اختلاف جدالة ولمتونة، وهما مجمع أجناد دولة المرابطين، وهو خلاف كان بإمكانه تشتيت شمل المرابطين والعودة بهم إلى ديارهم، ما سينعكس أثره على البلاد المفتوحة.
اختار أبو بكر حلًا لهذه المشكلة وهو أن يخص نفسه بحكم وسلطة الصحراء، وترك الشمال لابن عمه يوسف بن تاشفين، فأنابه على المغرب، وأمره بمتابعة الجهاد بعد أن ترك له ثلث جيش المرابطين. سار ابن تاشفين لما كُلف به، ولما وصل وادي ملوية استعرض جيشه وقد بلغ أربعين ألفًا، فقسمه إلى أربعة أقسام، واختار لكل قسم قائدًا من أشهر القادة وهم: سير بن أبي بكر المتوني ومحمد بن تميم الجدالي وعمر بن سليمان السوفي ومدرك التلكاني، وعقد لكل منهم خمسة آلاف مقاتل، وبعث بهم إلى أنحاء المغرب، وتولى بنفسه قيادة بقية الجيش، واتجه نحو المغرب، وتغلب على أكثر مناطقه، وهزم مغراوة وزناتة وبني يفرن، واستسلمت بقية القبائل وأعلنت له الطاعة، وخلال مدة لا تتجاوز بضعة أشهر بسط ابن تاشفين سلطانه على المغرب الأوسط والجنوبي، وعاد إلى أغمات عام 454 هـ الموافق 1062، وفي هذه السنة اقترن بزينب النفزاوية، وبدأ بإنشاء مراكش.
في هذه الأثناء، استقام أمر الصحراء للأمير أبو بكر بن عمر واستطاع القضاء على الفتنة التي ظهرت فيها، وأصلح شؤون السكان، وترامت إليه أخبار ابن عمه يوسف بن تاشفين وما فتح الله على يده من البلاد، فقرر العودة ليعزله ويولي غيره، ونزل خارج أغمات. شعر ابن تاشفين بحرج الموقف، إذ لا يمكنه أن يتمرد على إمامه أبي بكر لأنه شديد التدين، وكذلك لا يمكنه أن يتخلى بسهولة عما بيده من الملك. هنا برز دور زوجته زينب بنت إسحاق، فشاورها في الأمر وكان رأيها أن يظهر له الغلظة وكأنه مساوٍ له ومقاوم، وأن يلاطفه بالهدايا والأموال والخلع والثياب، لأن ذلك مستظرف في الصحراء ومرغوب فيه. في هذه الأثناء تسارع أصحاب أبي بكر للسلام على يوسف الذي استغل المبادرة، فاستقبلهم بالترحاب وأغدق عليهم الأموال والهدايا، فكسب ودهم، وبذلك قوي مركزه من الجنود والأمراء والقادة، وأعلن تمرده عند أول مقابلة جرت بينهما، فتلقى يوسف ابن عمه أبي بكر بمظاهر السلطة، وسلم عليه راكبًا ولم يترجل كعادته، مما أدخل الرعب قلب الأمير أبي بكر، خاصة عندما جاءه جواب يوسف بأنه يستعين بهذه القوات على من يخالفه، وأدرك أبو بكر أن يوسف لن يتخلى عن الإمارة بسهولة، فجمع أبو بكر أشياخ المرابطين من قبيلة لمتونة وأعيان دولة المرابطين، والكتاب والشهود، وأشهدهم على نفسه بالتخلي ليوسف عن الإمارة، وكان ذلك في عام 457 هـ الموافق 1065.
وقد علل الأمير أبو بكر التنازل لابن عمه يوسف لدينه، وفضله، وشجاعته، وحزمه، ونجدته، وعدله، وورعه، وسداد رأيه، ويمن نقيته. وأوصاه الوصية التالية: «يايوسف إني قد وليتك هذا الأمر وإني مسؤول عنه فاتق الله في المسلمين، واعتقني واعتق نفسك من النار، ولا يضيع من أمور رعيتك شيئًا فإنك مسؤول عنه، والله تعالى يصلحك ويمدك ويوفقك للعمل الصالح، والعدل في رعيتك، وهو خليفتي عليك وعليهم». وانصرف الأمير أبو بكر بعد ذلك إلى الصحراء، وبقي يجاهد حتى استشهد عام 480 هـ الموافق 1087. يذهب بعض الكتاب والمؤرخين إلى أن يفسروا هذا الإيثار والتنازل عن المُلك بأن أبا بكر بن عمر خشي من سطوة يوسف الذي أظهر عدم استعداده التنازل عن الملك، وسيرة الرجلين من الصلاح والتقوى تنافي ادعاء الباطل.

### تَولِّي الحُكُم

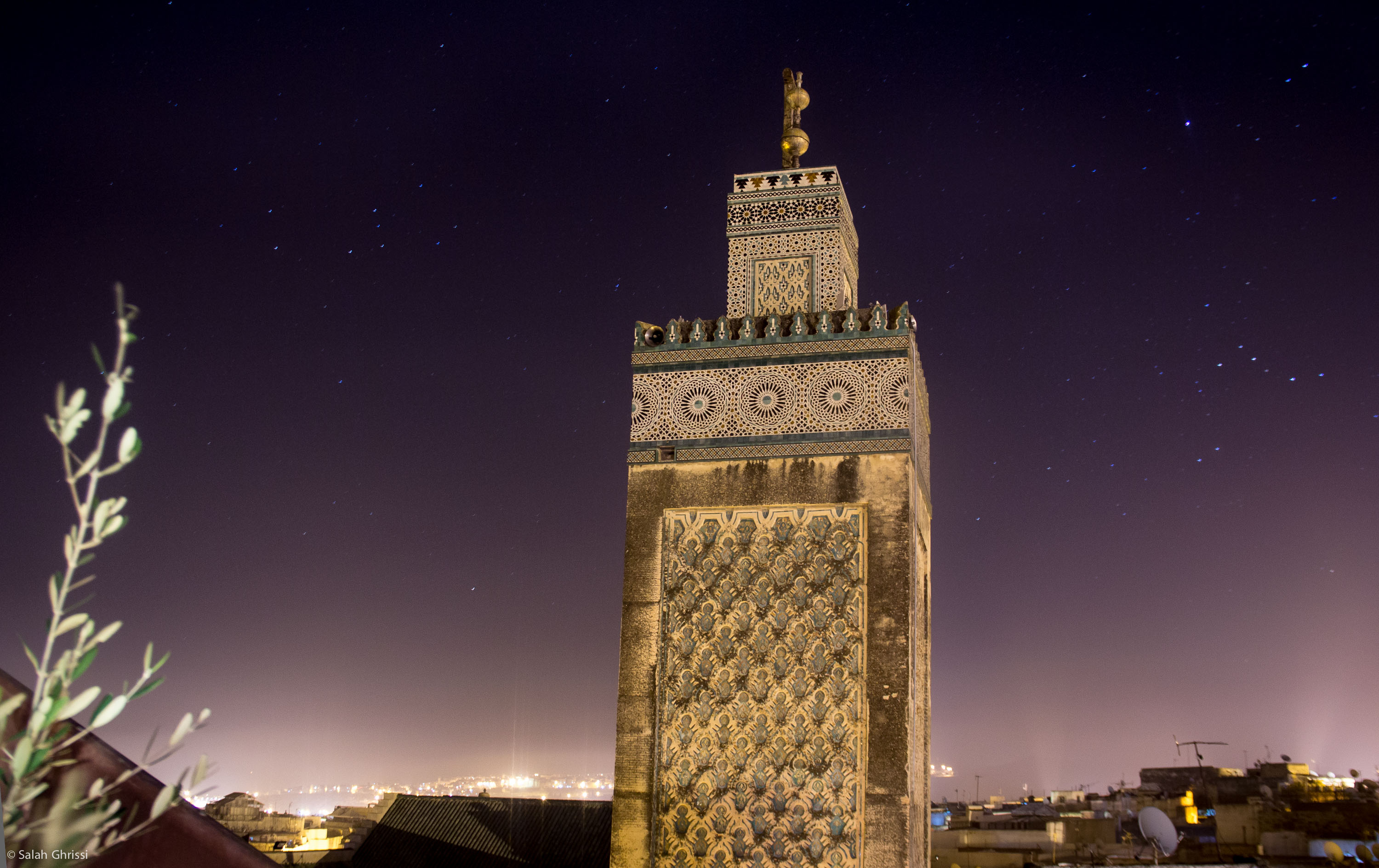
صورة لأحد مدارس فاس التي قضى معها ابن تاشفين قرابة العشر سنوات في حروب الكر والفر حتى استطاع دخولها عام 462 هـ الموافق 1069.

بعد أن حُسم أمر الحكم لابن تاشفين، قرر القضاء على زناتة واستخلاص الحكم منها، ولمَّا عزم على قتالهم وصله طلب استنجاد أمير مكناس مهدي الكزنائي على خصمه معنصر المغراوي أمير فاس. لبى يوسف الطلب وهاجم قلعة فازاز وكانت لمهدي بن تولي اليحفشي، وقضى عليه، ثم تابع سيره لمساعدة الكزنائي، فاعترضته قبائل زواغة ولماية وصدينة ولوامة ومغيلة ومديونة وبهلولة وغيرهم، وكانت له معهم حروب شديدة، انهزموا فيها وتحصنوا بمدينة صدينة، فحاصرها يوسف، ودخلها بالسيف وهدم أسوارها وقتل فيها ما يزيد على أربعة آلاف رجل ثم خربها، وارتحل عنها إلى فاس عاصمة المغرب. وهنا بدأ الصراع بين فرع زناتة الذي يحكم فاس وبين يوسف، وكان بصورة نجدة لأمير مكناسة، كان أمير فاس معنصر المغراوي يعتمد على الحاجب سكوت البرغواطي أمير طنجة وسبتة، كما كان يعتمد على فروع مغراوية في تازة ونكور. جرت حرب فاس بخطة الكر والفر التي اتبعها معنصر، هَزم يوسف جيش فاس الذي فر نحو الشرق، فاستولى على أحوازها وظفر بعاملها بكار بن إبراهيم وقتله، ثم توجه نحو مدينة صفرو، ودخلها عنوة، وقتل حكامها أولاد مسعود المغراوي، ورجع بعد ذلك إلى حصار مدينة فاس، وظل الحصار قائمًا حتى دخلها يوسف صلحًا عام 455 هـ الموافق 1063، بعد فرار معنصر منها الذي استبسل في المقاومة. يُعد فتح فاس الفتح الأول في عهد يوسف بن تاشفين الذي أقام في فاس عدة أيام وعين عليها واليًا من لمتونة، إذ أخذ يوسف يُعين في المراكز المهمة أقاربه، ثم ترك المدينة واتجه إلى بلاد غمارة واستولى على حصونها وقلاعها.
اغتنم معنصر فرصة خروج يوسف، وكَرَّ على فاس، ودخلها وقتل عاملها المرابطي. على إثر سقوط فاس طلب يوسف من حليفه مهدي الكزنائي أن يتجهز لقتال مغراوة، خرج مهدي من مدينة عوسجة واتجه نحو فاس، خاف معنصر من أن يتقوى المرابطون عليه إذا وصل إليهم حليفهم الكزنائي، فاعترض سبيله ودار بينهما قتال شديد قُتل فيه الكزنائي وتفرق جيشه، عندئذ بعث أهل مكناس إلى يوسف يستغيثونه ضد معنصر، وأعطوه بلادهم وبذلوا له الطاعة. تدارك يوسف الأمر وأرسل جيشًا إلى فاس فحاصرها، وعندما رأى معنصر أن الحرب قد طالت والأقوات قد انعدمت، جمع جيشا من مغراوة وبني يفرن، وبرز للقتال، فكانت الدائرة عليه وقتل ابنه تميم، فالتفت زناتة حول بيت أبي العافية، وقام بالأمر محمد بن عبد الرحمن بن إبراهيم بن موسى بن أبي العافية، الذي جمع قبائل زناتة، وخرج لمقابلة جيش المرابطين، وهزمهم في معركة وادي صيفير، وقتل عددًا من فرسانهم واستسلم الكثيرون. لما انهزم جيش المرابطين كان يوسف يحاصر قلعة فازاز، فعمل على معالجة الأمور بسرعة، خاصة أنها الهزيمة الثانية التي تلحق بالمرابطين في المواجهات العسكرية مع زناتة. ترك يوسف قسمًا من جيشه يحاصر القلعة وبعث بالآخر إلى فاس، وسار هو نحو بني مراس، وقتل أميرهم يعلى بن يوسف، ثم سار إلى بلاد قندلاوة، وفتح جميع تلك الجهات، ثم سار إلى ورغة وفتحها عام 458 هـ الموافق 1065، وتابع الحرب حتى تم له فتح جميع البلاد من الريف إلى طنجة عام 460 هـ الموافق 1068.
بعد أن أتم يوسف فتح البلاد المحيطة بفاس، نزل عليها عام 462 هـ الموافق 1069 بجيش بلغ مئة ألف مقاتل، وضرب عليها الحصار حتى دخلها عنوة بالسيف دون قيد أو شرط، وحصلت مقتلة كبيرة، فقد قتل من كان بها من مغراوة وبني يفرن وسائر زناتة حتى امتلأت الأسواق بالقتلى، وكان دخول يوسف لفاس نهار الخميس من شهر جمادى الآخرة 462 هـ الموافق 1069. نظم يوسف المدينة من جديد فأمر بهدم الأسوار، ثم أدار عليها سورا كبيرا، وأمر ببنيان المساجد في أنحائها، وأعاد تخطيط الحمامات وأصلح الأسواق، وأقام فيها حتى شهر صفر من عام 463 هـ الموافق 1070، ثم خرج إلى بلاد ملوية وفتحها، واستولى على حصون وطاط من بلاد طنجة.

### الإمارة

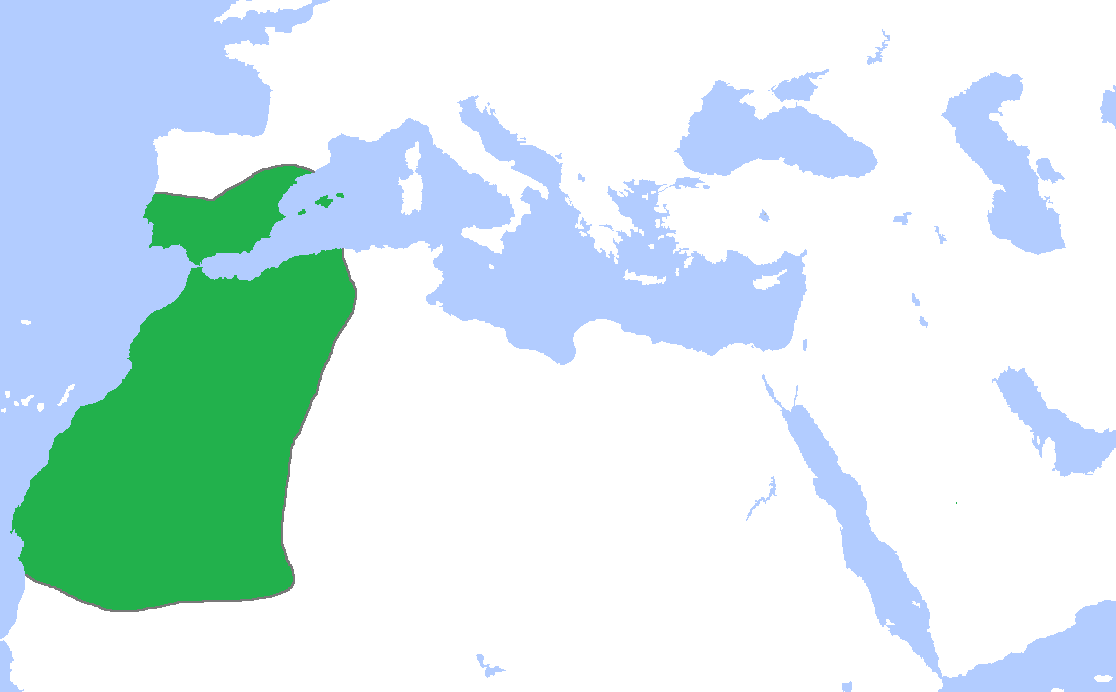
دولة المرابطين في أقصى اتساعها.

استدعى يوسف أمراء المغرب وشيوخ القبائل من زناتة ومصمودة وغمارة لمبايعته، فبايعوه بالإمارة، ثم قرر أن يتابع فتوحاته، فغزا الدمنة من بلاد طنجة عام 465 هـ الموافق 1072، وفتح بلاد علودان، ثم استولى على جبال غياثة وبني مكود وبني رعينة من أحواز تازة عام 467 هـ الموافق 1074، وجعلها فاصلًا بينه وبين زناتة الهاربة إلى الشرق، وأصبحت منطقة تازة ثغرًا منيعًا بينه وبين زناتة. يُعتبر عام 467 هـ عامًا فاصلًا في تاريخ دولة المرابطين، إذ بسط يوسف نفوذه على سائر المغرب الأقصى والشمالي باستثناء طنجة وسبتة. كانت سبتة وطنجة من أملاك الحموديين العلويين الذين بسطوا سيطرتهم على جنوب الأندلس أكثر من ربع قرن، وقد استنابوا عليهما من وثقوا بهم من الصقالبة، وظل الأمر كذلك إلى أن استقل بها الحاجب سكوت البرغواطي، وأطاعته قبائل غمارة، وظل يحكمها حتى قيام دولة المرابطين. بعد أن أخضع يوسف سائر المغرب، وأصبحت حدوده مجاورة لإمارة الحاجب، طلب منه الأمير يوسف المولاة والمظاهرة على أعداء المرابطين، كاد الحاجب أن يقبل بعرض يوسف لولا أن ثناه ابنه عن عزمه، عند ذلك بدأ يوسف بالتجهيز لقتال الحاجب، فجهز جيشًا من اثني عشر ألف فارس مرابطي وعشرين ألفًا من سائر القبائل، وأسند قيادته إلى صالح بن عمران وذلك عام 470 هـ الموافق 1077، وأمره بمهاجمة طنجة، وعندما اقترب المرابطون منها برز إليهم الحاجب بجيشه وكان الحاجب شيخًا كبيرًا ناهز التسعين، وقال: «والله لا يسمع أهل سبتة طبول اللمتوني وأنا حيّ أبدًا»، وكان معه ابنه ضياء الدولة يحيى، جرت المعركة في وادي منى من أحواز طنجة، وقتل فيها الحاجب وانهزم جيشه، والتجأ ابنه يحيى إلى سبتة واعتصم بها، ودخل المرابطون طنجة وكتب القائد ابن عمران بالفتح لابن تاشفين.
بعد فتح طنجة استأنف ابن تاشفين توسعه نحو الشرق لمطاردة زناتة التي لجأت إلى تلمسان. بدأ يوسف قتاله في تلمسان التي كان يحكمها الأمير العباس بن بختي من ولد يعلى بن محمد بن الخير المغراوي، أرسل يوسف قائده مزدلي لغزوها في عشرين ألف، واستطاع جيش المرابطين هزيمة جيش تلمسان، وأسر قائده معلي بن يعلي المغراوي الذي قُتل على الفور، وضُرب تجمع زناتة، ثم عاد جيش المرابطين إلى مراكش. يظهر من معركة تلمسان السريعة أنها لم تكن تهدف إلى الفتح والتمركز في المدينة، بل كانت تهدف لضرب الزناتيين الفارين من فاس، مما يدل على عودة القائد مزدلي المبكرة دون أن يثبت أقدام المرابطين في تلك المنطقة.
بعد عملية تلمسان، اتجه يوسف نحو الريف، الذي كان يحكمه بيت أبي العافية، وكان قد تركه ولم يأخذ منه إلا منطقة تازة وما جاورها. فغزاها عام 473 هـ الموافق 1079، وفتح أكرسيف ومليلة وسائر بلاد المغرب، وضرب مدينة تكرور ولم تُعمر بعد ذلك مدة طويلة، وكان الدافع إلى ذلك حتى لا تتخذها زناتة حصنًا لمقاومة المرابطين. بعد الاستيلاء على الريف عاد المرابطون للقضاء على زناتة تلمسان وإخضاعها، سار يوسف نحوها وفي طريقه فتح وجدة وبلاد بني يزناسن وذلك عام 474 هـ الموافق 1080، ثم وصل إلى عاصمة المغرب الأوسط وضرب عليها الحصار، حتى استسلمت فقتل أميرها العباس بن يعلى، وولى عليها محمد بن تنيغمر، وصارت ثغرًا للمرابطين بدلًا عن ثغر تازة، ثم تتبع يوسف زناتة شرقًا فاستولى على وهران وتنس وجبال وانشريش ووادي الشلف حتى دخل مدينة الجزائر، وتوقف عند حدود مملكة بجاية التي يحكمها بنو حماد وهم فرع من صنهاجة. بنى يوسف في مدينة الجزائر جامعًا لا يزال إلى اليوم ويعرف بالجامع الكبير.
بعد أن أمن يوسف حدوده الشرقية عاد إلى مراكش عام 475 هـ الموافق 1081. في السنة التالية وجه يوسف ابنه المعز في جيش إلى سبتة لفتحها، حيث كانت المدينة الوحيدة التي لم تخضع له، فحاصرها المعز برًا وبحرًا، ودارت بين الجيشين معركة بحرية كانت سجالًا، إلى أن أرسل المعتمد بن عباد سفينة ضخمة رجحت كفة المعركة لصالح المرابطين، وانهزم والي سبتة ضياء الدولة يحيى ثم قتل، وكان فتح سبتة في ربيع الآخر 477 هـ الموافق 1084.

## حُكم الأندلس
كانت ميادين الجهاد أمام المرابطين متعددة، فهناك الجنوب وأفريقيا، ولكنهم أقلعوا عن هذا الاتجاه بسبب وجود الأمير أبي بكر بن عمر الذي اختار الصحراء ميدانًا لجهاده، وكان هناك مجال نحو الشرق حيث توقف الفتح عند حدود بجاية التي يحكمها بنو حماد الصنهاجيين، ولكن يوسف آثر ألا يتقدم شرقًا بسبب القرابة التي تربطه ببني حماد. بعد أن أطلت دولة المرابطين على شواطئ البحر المتوسط التي كانت عرضة لغارات الفرنجة، كان لا بدّ من اتخاذ إجراءات وقائية لصد هذه الغارات، يضاف إلى ذلك أوضاع الأندلس المضطربة بعد سقوط الخلافة الأموية وقيام دول الطوائف، وآلت أوضاع الأندلس إلى السوء، وأصبح لا حول لها ولا قوة مما شجع النصارى على توجيه الضربات المتتالية للمسلمين. استمرت حالة التردي في الأندلس حتى استطاع ألفونسو السادس الاستيلاء على طليطلة عام 478 هـ الموافق 1085، ثم واصل غاراته حتى استطاع الاستيلاء على المدن والقرى مابين وادي الحجارة إلى طلبيرة، ثم بدأ ألفونسو في الضغط على مملكتي بطليوس وإشبيلية، وأرسل إلى المتوكل بن الأفطس أمير بطليوس يطلب إليه تسليم بعض الحصون والقلاع المتاخمة لحدوده مع تأدية الجزية.

### استنجاد أهل الأندلس بالمرابطين

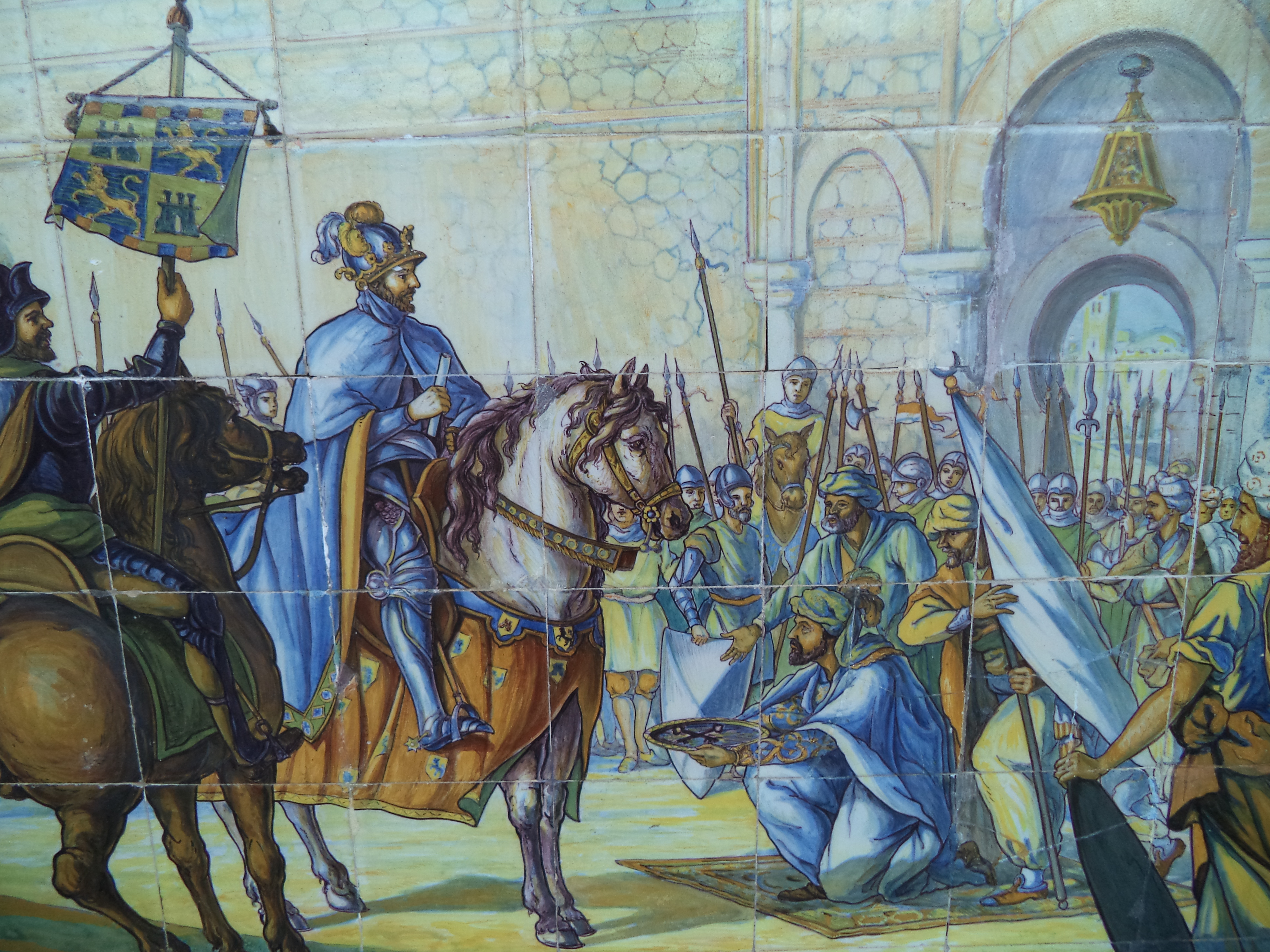
رسمة للملك الفونسو لحظة دخوله طليطلة.

أرسل المتوكل بن الأفطس أمير بطليوس رسالة إلى يوسف بن تاشفين يرثي إليه حالهم وما آل إليه أمرهم وقال: «لما كان نور الهدى دليلك وسبيل الخير سبيلك، وصح العلم بأنك لدولة الإسلام أعز ناصر، وعلى غزو الشرك أقدر قادر، وجب أن تستدعى  لما أعضل الداء، وتستغاث فيما أحاط الجزيرة من البلاء، فقد كانت طوائف العدو تطيف بها عند إفراط تسلطها واعتدائها، وشدة ظلمها واستشرائها، ولم يزل دأبها التشكيك والعناد، ودأبنا الإذعان والانقياد، حتى نفذ الطارف والتلاد، وأتى على الظاهر والباطن النفاد، وأيقنوا الآن بضعف المتن، وقويت أطماعهم في افتتاح المدن، وأُضرمت في كل جهة نارهم، ورويت من دماء المسلمين أسنتهم وشفارهم، ومن أخطأه القتل منهم فإنما هم في أيديهم أسرى وسبايا، يمتحنونهم بأنواع المحن والبلايا، فيا لله ويا للمسلمين، أيسطو هكذا بالحق الإفك، ويغلب التوحيد الشرك، ويظهر على الإيمان الكفر، ألا ناصرًا لهذا الدين المهتضم، ألا حاميًا لما استبيح من حمى الحرم، وما أحضك على الجهاد بما في كتاب الله، فإنكم له أتلى، ولا بما في حديث رسول الله، فإنكم إلى معرفته أهدى، وفي كتابي هذا الذي يحمله إليكم الفقيه الواعظ، مسائل مجمله يفصلها ويشرحها، ومشتمل على نكت هو يبينها لكم ويوضحها، وقد عولت على بيانه، ووثقت بفصاحة لسانه، والسلام»، فلما وصلت الرسالة لابن تاشفين أكرم حامليها وطمأنهم، ووعدهم بالإمداد والعبور للأندلس، وفتح باب الجهاد في سبيل الله عندما تسنح الفرصة، وتزول العوائق التي تقف في طريق المرابطين.
ثم كان اجتماع قرطبة، حيث عقد مؤتمر شعبي شارك فيه مجموعة من أمراء وأعيان الأندلس، واجتمعوا بالقاضي عبيد الله بن محمد بن أدهم، وقالوا له: «ألا تنظر ما فيه المسلمون من الصغار والذلة، وإعطائهم الجزية بعد أن كانوا يأخذونها، وقد غلب على البلاد الفرنج، ولم يبقى إلا القليل، وإن دام هذا عادت نصرانية، وقد رأينا رأيًا نعرضه عليك، قال: وما هو، قالوا: نكتب إلى عرب أفريقية ونبذل لهم إذ وصلوا إلينا شطر أموالنا، ونخرج معهم مجاهدين في سبيل الله، قال ابن أدهم: المرابطون أصلح منهم وأقرب إلينا، فقالوا: كاتب أمير المسلمين يوسف بن تاشفين، واسأله العبور إلينا، وإعانتنا بما يتيسر من الجند». وفي غرة جمادى الأولى من عام 479 هـ أرسل ابن عباد رسالة لابن تاشفين: «إلى حضرة الإمام أمير المسلمين، إنا نحن العرب في هذه الأندلس، قد تلفت قبائلنا وتفرق جمعنا، وتوالى علينا هذا العدو المجرم اللعين أذفنش، أسر المسلمين وأخذ البلاد والقلاع والحصون، وليس لنا طاقة على نصرة جاره ولا أخيه، وقد سائت الأحوال وانقطعت الآمال، وأنت أيدك الله ملك المغرب، استنصرت بالله ثم بك، واستغثت بحرمكم، لتجوزوا لجهاد هذا العدو الكافر، والسلام على حضرتكم السامية، ورحمة الله تعالى وبركاته»، ولما وصل الكتاب لابن تاشفين أكرم حامليها، ثم استشار قادته وأمراءه، وأشاروا عليه بعبور الأندلس، فأرسل للمعتمد رسالة: «من أمير المسلمين إلى المعتمد بن عباد، السلام عليكم ورحمة الله وبركاته أما بعد، فإنه وصل خطابكم المكرم، فوافقنا على ما تضمنه من استدعائنا لنصرتك، وما ذكرته من كربتك، فنحن يمين لشمالك ومبادرون لنصرتك وحمايتك، وإنه لا يمكننا الجواز إلا أن تسلم لنا الجزيرة الخضراء، تكون لنا، لكي يكون إليك على أيدينا متى شئنا، فأن رأيت ذلك فأشهد به نفسك، والسلام عليكم ورحمة الله وبركاته»، ووافق المعتمد بن عباد على تسليم المدينة للمرابطين، وبذلك وافق المرابطون على العبور للأندلس.

### عُبور الأندلس

مسير جيش المرابطين من المغرب حتى الزلاقة.

ما إن أعطى المعتمد بن عباد موافقته على إعطاء المرابطين الجزيرة الخضراء، حتى أعطى يوسف بن تاشفين أمره لخمسمائة فارس بالتجهز للعبور إلى الأندلس كمقدمة لبقية الجيش، وبدأ الفرسان بالتوافد على الجزيرة الخضراء، ونزلوا بدار الصناعة، وضُرب معسكر للفرسان، وأخذ الفرسان بالتوافد حتى اكتمل عددهم وقد أحاطوا بالجزيرة من كل جهة، وأحدقوا عليها يحرسونها بقيادة داود بن عائشة، ثم انطلقت كتائب المرابطين تجوز البحر متوجهة إلى الأندلس، وركب ابن تاشفين البحر متوجهًا للأندلس العبور الأول دعا الله: «اللهم إن كنت تعلم أن جوازي هذا خيرًا وصلاحًا للمسلمين فسهل علي جواز هذا البحر، وإن كان غير ذلك فصعبه علي حتى لا أجوزه»، وكان ابن تاشفين قد أمر بعبور الإبل من المغرب إلى الأندلس لأغراض عسكرية، فعبر منها ما أغص الصحراء، وارتفع رغائها إلى عنان السماء، ولم يكن أهل الجزيرة قد رأوا جمالًا قط، ولا كانت خيلهم قد رأت صورها ولا سمعت أصواتها، وكانت تذعر منها وتقلق، وكان هذا قصد يوسف بن تاشفين في عبورها، فلما كانت المعركة كانت خيل الإفرنج تحجم عنها، وبهذا تكون قوة المرابطين قد أكملت عبورها إلى الأندلس، وحلت في الجزيرة الخضراء، وأصبحت قريبة من أرض المعركة، ولم يعد يفصلها بين القتال فاصل، فالقوات القشتالية كانت تغير على أي مكان في الأندلس، وتعيث وتخرب ثم تعود إلى ألفونسو، ولهذا أمر ابن تاشفين بتقوية حصون الجزيرة الخضراء، وشحنها بالسلاح والذخيرة والطعام، وتشديد الحراسة عليها لتكون قاعدة حصينة، ونقطة اتصال أمينة بين دولتي الأندلس والمغرب. ما إن علم المعتمد بوصول ابن تاشفين الجزيرة الخضراء حتى أرسل ابنه للقائه، بينما انشغل هو في بتأمين مؤن الجيش، ثم أمر المعتمد جنده بالتجهز والاستعداد للحاق بجيش المجاهدين، وسار لاستقبال ابن تاشفين، والتقيا في معسكر ابن تاشفين، ولم يبقى أحد من ملوك الطوائف في الأندلس إلا بادر وأعان وخرج وأخرج، ولما اكتملت الاستعدادات وتهيأ الجند للتحرك يقودهم ابن تاشفين، أشار عليه ابن عباد بالسير لإشبيلية ليستريح من وعثاء السفر فأبى وقال: «إنما جئت ناويًا جهاد العدو، فحيثما كان العدو وجهت نحوه».
كان يوسف بن تاشفين على رأس الجيوش الإسلامية المتجمعة في الجزيرة الخضراء، والتي وهبها المعتمد للأمير يوسف لتكون مقرًا لجنده، ومركز اتصال وإمداد للمجاهدين، وخطًا مأمونًا للعودة، وقد انضمت قوات المعتمد بن عباد أمير إشبيلية، وبعض قوات ابن صمادح أمير ألمرية، وعبد الله بن بلقين أمير غرناطة، وأخوه تميم أمير مالقة إلى معسكر المرابطين، وقدم القادر بن ذي النون والمتوكل بن الأفطس، فأمرهم أمير المسلمين ابن تاشفين أن يكونوا في معسكر ابن عباد، فأصبح المسلمون معسكرين: معسكر الأندلس ومعسكر المرابطين. أصبح القائد العام لقوات الأندلس المعتمد بن عباد، ثم وزع المسلمون جيشهم كالتالي: المقدمة ويقودها المعتمد بن عباد ويؤازره أبو سليمان داود بن عائشة في عشرة آلاف فارس من المرابطين، والميمنة يقودها المتوكل على الله عمر بن الأفطس أمير بطليوس، والميسرة فيها أهل شرق الأندلس، الساقة فيها سائر أهل الأندلس، القوة الاحتياطية يقودها أمير المسلمين وهي مؤلفة من نخبة من أنجاد المرابطين وأهل المغرب وحرسه الخاص، ثم انطلق جيش المسلمين باتجاه العدو، واستمر في سيره حتى وصل مدينة بطليوس، واستقبلهم المتوكل بن الأفطس على مقربة منها، وقدم لهم المؤن والضيافات اللازمة، وانتهى إلى سهل يقع شمال بطليوس، على مقربة من حدود البرتغال الحالية، تسمية المراجع الإسلامية الزلاقة ويسميه الأسبان Sagrajas.
جاءت أنباء عبور المرابطين إلى ألفونسو السادس وهو يشدد الحصار على مدينة سرقسطة، مما اضطره لرفع الحصار عنها، والتفرغ لإعداد الخطط وتجميع القوى، فأرسل إلى ابن ردمير الذي كان يحاصر مدينة طرطوشة، وإلى ألبار فانيث القائد القشتالي الذي كان يحاصر بلنسية، فأتياه بجيشهما، وبعث إلى قشتالة وجليقية وليون، فأتى من تلك البلاد حشود كبيرة، واستمر ألفونسو في الاستنفار والحشد من أرجاء أوروبا، وأخذت النجدات تتوافد إلى قشتالة، حتى استكمل ألفونسو استعداداته العسكرية كاملة، فسار في عدة وعتاد.

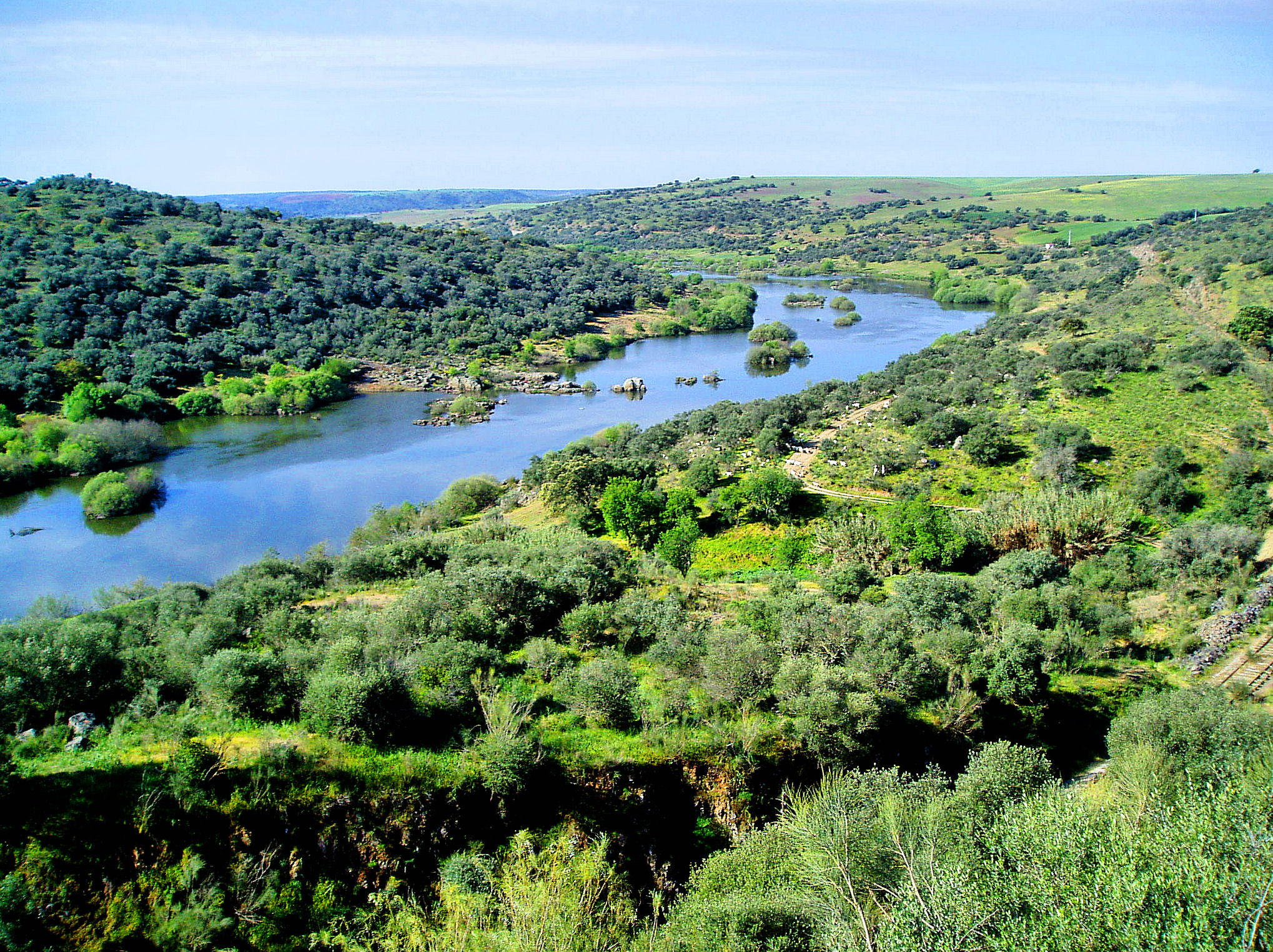
نهر يانة الذي عسكر بجانبه الجيشان.

خيّر ابن تاشفين ألفونسو بين الإسلام أو دفع الجزية أو الحرب عملًا بالسنة، وجاء في رسالة بعث بها يوسف إلى ألفونسو: «بلغنا يا أذفنش أنك دعوت إلى الاجتماع بنا، وتمنيت أن تكون لك سفن تعبر بها إلينا، فعبرنا إليك، وقد جمع الله تعالى في هذه الساحة بيننا وبينك، وسترى عاقبة دعائك (وما دعاء الكافرين إلا في ضلال)»، ولما وصل كتاب يوسف إلى ألفونسو لم يستجب لدعوته، وقال للرسول الذي حمل الرسالة: «إن صاحبكم يوسف بن تاشفين قد تعنى من بلاده وخاض البحور، وأنا أكفيه العناء فيما بقي ولا أكلفكم تعبًا، أمضي إليكم وألقاكم في بلادكم رفقًا بكم وتوفيرًا عليكم». كان معتادًا في مثل هذه الحالات، واستنادًا لبعض الأعراف المتبعة في تلك العصور أن يحدد يوم المعركة بموافقة الطرفين، وكان وصول ألفونسو أرض المعركة في شهر رجب من عام 479 هـ الموافق لشهر أكتوبر من عام 1086، فلما أصبح يوم الخميس أرسل ألفونسو رسالةً يقترح فيها تحديد يوم الإثنين ميعادًا للمعركة بين الطرفين، وكان المسلمون ومع إحساسهم بأن ألفونسو إنما أراد من يوم الإثنين الغدر والخديعة، إلا أنهم وافقوا على اقتراحه بعد أن ضاعفوا الحراسة وأخذوا الاحتياطات الازمة، وبثوا عيونهم وطلائعهم يترصدون أي حركة للعدو، وهذا ما أثبته يوسف بن تاشفين في رسالته إلى المعز بن باديس صاحب أفريقية، وذلك بعدما انتصر في الزلاقة: «فوقع الاتفاق بيننا وبينه على الملاقاة يوم الإثنين، وقال ألفونسو: الجمعة عيد المسلمين، والسبت عيد اليهود، وفي معسكرنا منهم خلق كثير، والأحد عيدنا، فافترقنا على ذلك، وأضمر اللعين خلاف ما شرطناه، وعلمنا أنهم أهل خداع ونقض عهود، فأخذنا أهبة الحرب لهم وجعلنا عليهم العيون».

### معركة الزلاقة
تم الاتفاق بين يوسف بن تاشفين وألفونسو السادس على أن تكون المعركة في يوم الإثنين، ولكن ألفونسو بحسب رأي المؤرخ الألماني يوسف أشباخ: «كان يرى وفقًا لمبدأ ذميم، أنه يحق له أن يلجأ في الحرب إلى كل خدعة، وأن ينكث بالعهد المقطوع، فيقاتل قبل اليوم المفروض ليفاجيء العدو، وليتمكن من هزيمته، ومن ثم فقد اعتزم أن يلجأ إلى مثل هذه الخدعة، وأن يختار للقتال يوم الجمعة وهو يوم المسلمين»، ولكن المسلمين لم يدخروا وسعًا في التحوط ضد أي مفاجأة، وارتابوا في نيات ملك قشتالة، فأكثروا العيون حول معسكر ألفونسو، وبثوا طلائع تترصد حركة جيشه، واستمر الحالة على ما هي عليه حتى سحر يوم الجمعة 12 رجب 479 هـ الموافق 23 أكتوبر 1086، فارتدت الطلائع إلى المعتمد بن عباد، يخبرونه أنهم سمعوا ضوضاء الجيوش واضطراب الأسلحة متحققين من تحرك ألفونسو، وقالوا: «استرقنا السمع فسمعنا الأذفونش يقول لأصحابه: ابن عباد مُسعر هذه الحروب، وهؤلاء الصحراويون وإن كانوا أهل حفاظ وذو بصائر في الحرب، فهم غير عارفين بهذه البلاد، وإنما قادهم ابن عباد، فاقصدوه واهجموا عليه واصبروا، فإن انكشف لكم هان عليكم أمر الصحراويين من بعده، ولا أرى ابن عباد يصبر لكم إن صدقتموه الحملة». عندها بعث ابن عباد رسالة لأمير الجند ابن تاشفين يخبره بتحرك ألفونسو، فقال له ابن تاشفين: «إني سأقرب منه إن شاء الله»، وكانت تكمن قوة خطة جيش المسلمين في القوة الاحتياطية التي خطط لها أمير المسلمين يوسف بن تاشفين، إذ تحتوي هذه القوة على أشجع مقاتلي المرابطين، وخطط لها أن تنقض على جيش ألفونسو في الوقت المناسب، بعد أن يكون الإعياء قد بلغ منهم مبلغه، على أن تضمن هذه القوة الاحتياطية التغلب على العدو بالمفاجأة، بجيش احتياطي يتبع نظام الكمين التي ساعدت عليه طبيعة أرض الأندلس، ووعورتها التي تتناسب مع هذا النوع من القتال.

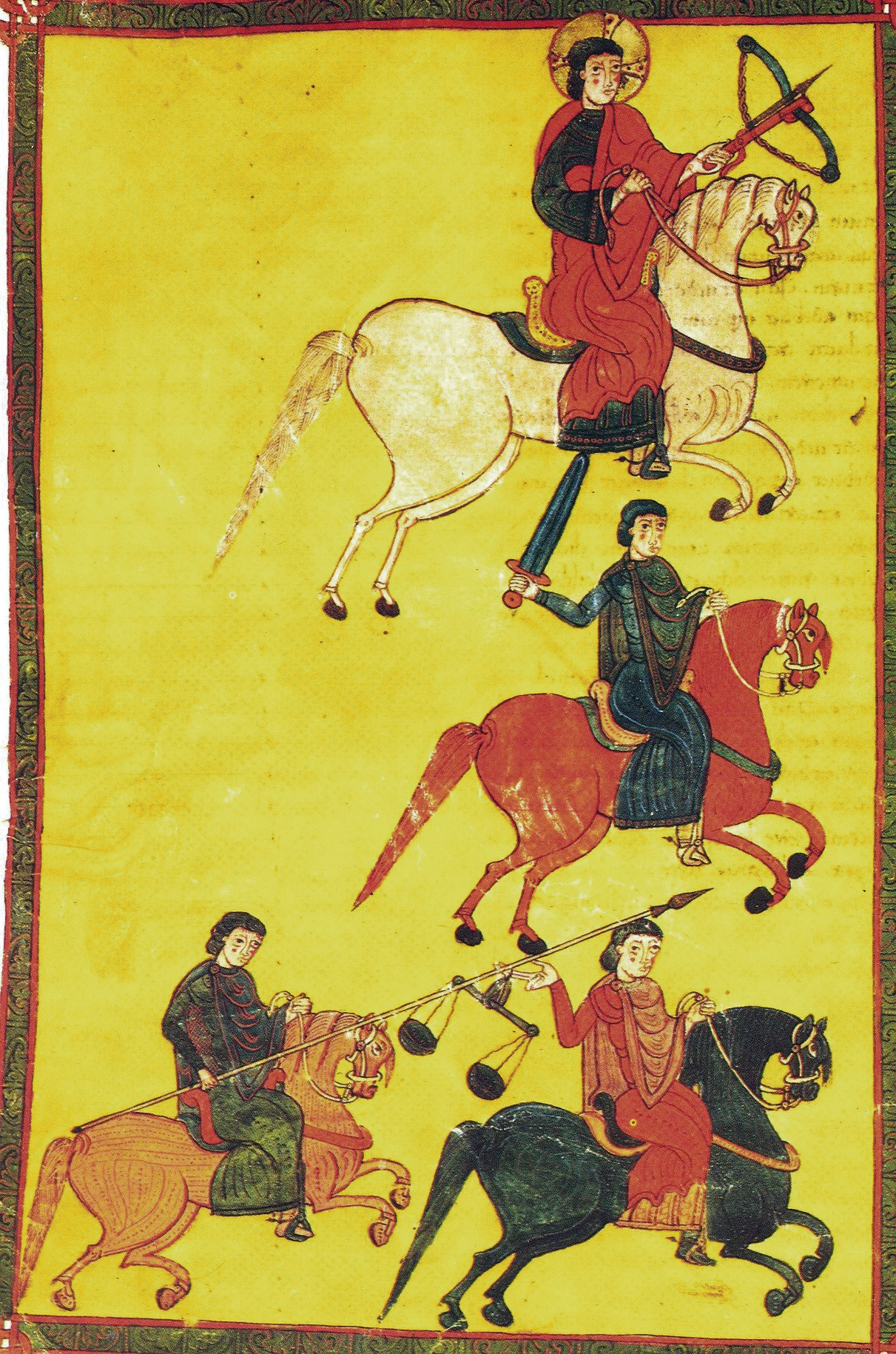
رسمة تخيلية لأربعة فرسان في معركة الزلاقة عام 1086.

سير ألفونسو القسم الأول من جنده بقيادة الكونت غارسيا والكونت زودريك لقتال المعتمد بن عباد قائد معسكر الأندلسيين، وقصد ألفونسو من هذا الهجوم المفاجيء بث الاضطراب والفزع بين المسلمين، ولكن اصطدم جيش قشتالة قبل وصوله لمعسكر الأندلسيين بقوات المرابطين التي قوامها عشرة آلاف فارس بقيادة القائد المرابطي داود بن عائشة، ولم يستطع ابن عائشة أن يصمد أمام زحف جيش قشتالة، وكان اعتماد ابن عائشة على قوة كبيرة من رماة السهام والنبال، وأرغمهم على الارتداد إلى خط دفاعهم الثاني، وخسر المرابطون في صد القسم الأول من جيش ألفونسو خسائر بشرية كبيرة. في هذا الوقت، كانت مقدمة المعتمد بن عباد تخوض معركة غير متكافئة في العدة والعتاد، ونظرًا لكثافة الهجوم ارتدت المقدمة عن موقعها، وفرّ بعض الأمراء الأندلسيون بعد أن أيقنوا بالهزيمة إلى مدينة بطليوس، واستطاع المعتمد بن عباد ومعه فرسان إشبيلية الصمود في مواقعهم، بعد أن وجدوا مؤازرة من فرسان المرابطين بقيادة داود بن عائشة، الذين صمدوا في هجوم جيش قشتالة الأول. كان ألفونسو قد أحس بالنصر القادم، عندما شاهد مقاومة المعتمد تضعف أمام هجمات جيشه المتواصلة، ورأى حركة الفرار والهرب تتسع بين مسلمي الأندلس شيئًا فشيئًا، ولكن جيش المرابطين بقيادة يوسف بن تاشفين كان يرابط خلف أكمة عالية، تحجبه عن أنظار عدوه، ولم يكن قد اشترك في المعركة بعد، ولم يشترك فيها مع جيش الأندلس إلا العشرة آلاف مقاتل، عندها قرر ألفونسو مهاجمة قوات المرابطين المؤازرة لابن عباد بقيادة داود بن عائشة، وكان ضغط النصارى يزداد على ابن عائشة وفرسانه، فما كان منه إلا أن أخبر يوسف بن تاشفين بحراجة الموقف وما حل بهم، فأمدهم ابن تاشفين بكتيبة يقودها أقوى قادته الأمير سير بن أبي بكر، على رأس قوة من المرابطين، استطاعت هذه الكتيبة أن تنفذ إلى قلب جيش النصارى، وأن تتصل بقوات المعتمد بن عباد، فخف الضغط على الأندلسيين الذين أخذوا يستعيدون ثباتهم، إلا أن ألفونسو السادس أخذ يواصل ضغطه على قوات داود بن عائشة، ويزيد من تقدمه حتى أصبح أمام خيام المرابطين، واقتحم الخندق الذي يحميها.
كان ألفونسو يدفع بجنوده في غمرة المعركة إلى الأمام، حتى استطاع أن يوقع الهزيمة بالمعتمد وجيش الأندلس، واطمأن القشتاليون إلى نهاية مرضية لهم بهزيمة جيش الأندلس والمرابطين، وانشغلوا بمواصلة تقدمهم أمام تراجع المعتمد والأندلسيين، عندها قرر يوسف بن تاشفين الدخول للمعركة، فرتب خطة تمثلت في مفاجأة العدو من جهة لا يتوقعونها، فتقدم بقواته الاحتياطية وهاجم معسكر القشتاليين، مستفيدًا من هلع خيل القشتاليين من إبل ابن تاشفين التي جلبها معه من المغرب وأضرم فيه النار وأحرقه، وقتل حماته من الفرسان والرجال، وفر الباقون منهزمين نحو ألفونسو، فأقبلت عليه خيله من معسكره فارين، وابن تاشفين في أثرهم، فلما علم بما حل بمعسكره وحاميته، وتوقف ألفونسو عن مطاردة المعتمد بن عباد وجيش الأندلس وارتد من فوره لينقذ محلته من الهلاك. أدرك ابن عباد من انسحاب ألفونسو إلى معسكره أن بوادر الهزيمة قد بدت على القشتاليين، فأمر أصحابه بمهاجمتهم، وحمل القائد سير بن أبي بكر بمن معه على قوات ألفونسو فزاد الضغط واستمرت الهزيمة، وفي ذلك الحين تراجع الجند الذين فرّوا إلى بطليوس في بداية الهجوم، وشاركوا في القتال فاشتد الهجوم على ألفونسو وقواته حتى أيقنوا بالفناء. لما اشتد القتال على جيش ألفونسو ودام القتال لساعات، أصبح ألفونسو وجيشه بين مطرقة ابن عباد وسندان ابن تاشفين، وكانت الضربة القاضية التي أنهت المعركة، حين أمر ابن تاشفين حرسه الخاص المكون من أربعة آلاف فارس بالنزول إلى قلب المعركة، فاستطاع أحدهم الوصول لألفونسو، وطعنه في فخذه، طعنة نافذه بقي يعرج منها طوال حياته، وكانت حينها الشمس قد قاربت على المغيب، فبادر مع قليل من أصحابه واعتصموا بتل قريب من موقع المعركة، ومن ثم انسل تحت جنح الظلام منهزمًا إلى قورية، وبهذا النصر انتهت معركة الزلاقة التي لم تستمر إلا يومًا واحدًا، وذاع خبر انتصار المسلمين في الزلاقة في كل الأقطار، وأمر يوسف بن تاشفين فكتب عنها بلاغا أرسل إلى أفريقية، ليقرأ في المساجد وكل مدن المرابطين.

### حصار حصن لييط
بعد انتهاء المعركة، أقام ابن تاشفين مع قواته بظاهر إشبيلية ثلاثة أيام، ولكنه عاد بشكل سريع للمغرب بسبب وفاة ابنه وولي عهده أبو بكر المكلف بإدارة أمور المغرب، وقام بترك ثلاثة آلاف مقاتل من المرابطين، دعمًا للمعتمد بن عباد، برئاسة القائد سير بن أبي بكر اللمتوني. ما إن أَمن أهل الأندلس وأمراؤها، حتى عادوا إلى ما كانوا عليه من فرقة، وانصراف لمجالس اللهو واللعب، وعاد القشتاليون للإغارة على إماراتهم ثم العودة للتحصن في حصن لييط. أما ألفونسو، فقد اطمأن بعد أن علم أن ابن تاشفين قد عاد إلى المغرب، وأخذ يطلب العون والمدد من الممالك والإمارات المسيحية في أوروبا، لتعويض خسائره الكبيرة بعد الزلاقة، فوصلته من إمارتي بيزا وجنوة الإيطاليتين إمدادات في نحو أربعمائة سفينة، فحاصر بلنسية وهاجم السواحل الأندلسية، ووجه ألفونسو هجماته على أمير إشبيلية المعتمد بن عباد، وأصبح لموقع حصن لييط أهمية كبرى في هذه المرحلة للقشتاليين، فزادوا في بنيانه وتحصينه، ليكون قاعدة متقدمة لهم في أرض المسلمين، وشُحن بالذخائر والمقاتلين حتى أصبح عدد قوات الحصن ثلاثة عشر ألف مقاتل بين فارس وراجل، فشنوا غاراتهم على سرقسطة وجاراتها، وتمادوا إلى بلنسية ودانية وشاطبة ومرسية، وأخذوا عددًا من الحصون، فأخذت الوفود الأندلسية بالتوجه نحو مراكش لطلب العون مرة أخرى لصد العدوان وحصن لييط.
قرر ابن تاشفين العبور إلى الأندلس العبور الثاني، وأخذ يعد العدة والعتاد من الجيوش وآلات الحصار، واجتاز البحر في عام 481 هـ الموافق 1088، فلما وصل الجزيرة الخضراء أعدها لتكون نقطة إمداد وإتصال، وبعث لملوك الطوائف يطلب منهم الاستعداد للجهاد، فوصلته كتائب ابن عباد من إشبيلية، ثم تحرك الجيش وبدأ حصار حصن لييط، واستخدمت المجانيق والعرادات، ولكن الحصن أظهر منعة ضد الهجمات، ولما طال الحصار تخاصم ملوك الطوائف فيما بينهم، ونتيجة لشح الإمدادات انسحب المرابطون نحو مدينة لورقة بعد حصار لحصن لييط دام أربعة أشهر، وما إن علم ألفونسو بانسحاب المرابطين حتى تسلل للحصن وأخلى حاميته التي كانت تغير على المدن الإسلامية، ثم أحرقه وعاد مسرعًا إلى طليطلة، فاستولى المعتمد بن عباد على الحصن، وبذلك تخلص أهل الأندلس من خطر وغارات حصن لييط، وقرر ابن تاشفين العودة إلى المغرب بعد أن أردف أربعة آلاف مقاتل من المرابطين إلى بلنسية.

### القضاء على ملوك الطوائف

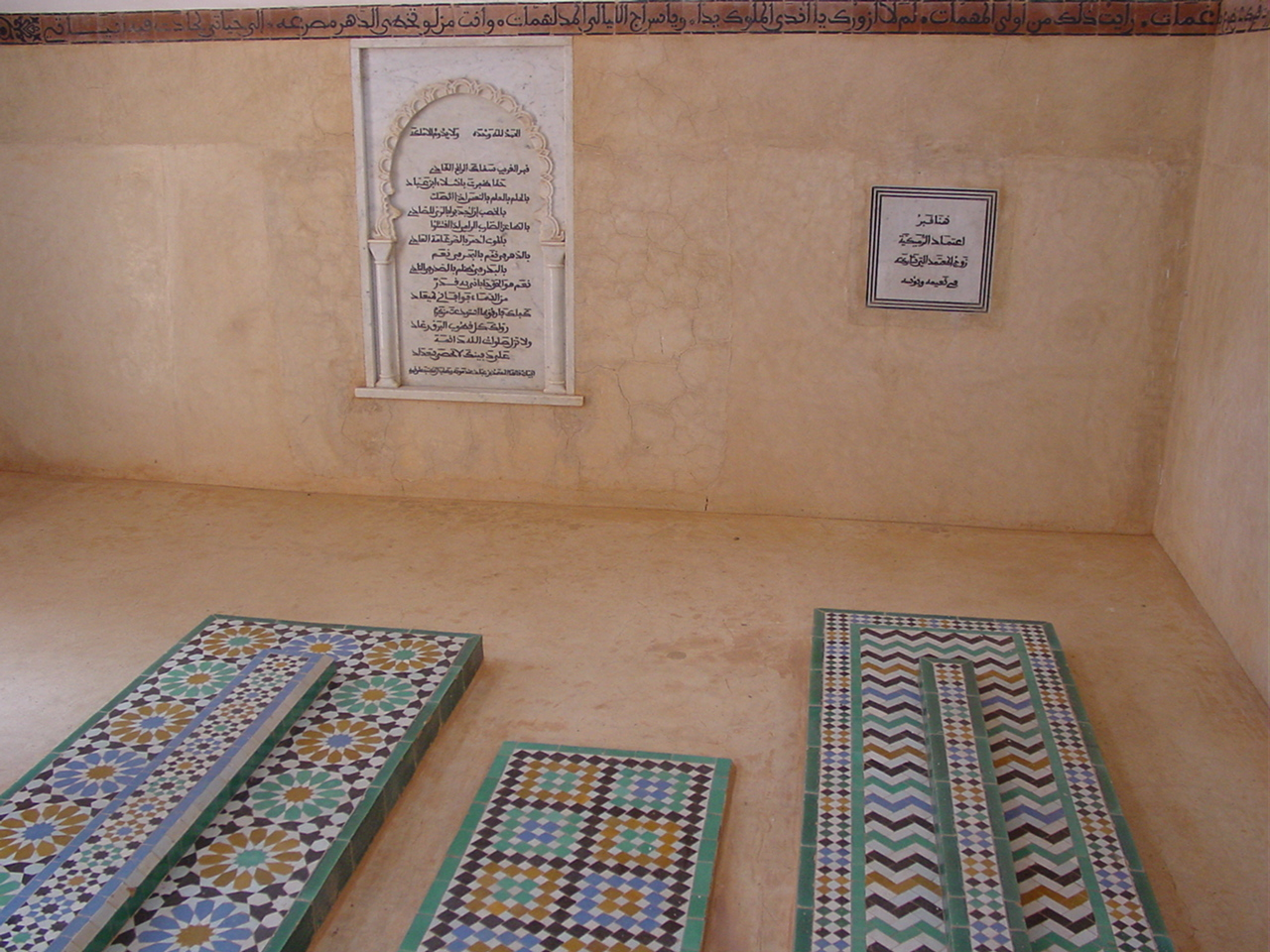
قبر المعتمد وزوجته الرميكية.

في عام 483 هـ الموافق 1090 عبر ابن تاشفين البحر متجهًا نحو الأندلس العبور الثالث برسم الجهاد، وعبوره هذه المرة دون طلب استغاثة أو نجدة كما حدث في الجوازين السابقين، فسار نحو طليطلة مُجتاحًا أراضي قشتالة، وكان يرغب في استرجاع المدينة، فضرب الحصار حول المدينة وكان فيها ألفونسو السادس ملك قشتالة، ولكن يوسف تراجع أمام أسوارها المنيعة وارتد نحو الجنوب، كُل ذلك ولم يتقدم أحد من الأندلسيين لمساعدته ضد عدوهم ألفونسو. اتجه يوسف نحو غرناطة وبها الأمير عبد الله بن بلقين، الذي عمد بعد حصار لييط إلى تشييد الحصون والاستعداد لحصار طويل الأجل استعدادًا لمقاومة المرابطين، قسم ابن تاشفين جيشه إلى فرق، أرسل أحدها إلى غرناطة للاستيلاء عليها، وضربت بقية الفرق شبه حصار على كورتها لمراقبة الحصون من تغلغل النصارى لمساعدة حليفهم، وبعد حصار دام شهرين أرسل عبد الله يطلب الأمان من ابن تاشفين، فأمنه واستلم منه غرناطة فملكها، وبعث بعبد الله وأخيه تميم بن بلقين أمير ملقة إلى مراكش مع حريمهما وأولادهما، فأقاما بها وأجرى عليهما الإنفاق.
ولما خلع ابن تاشفين بني باديس وملك غرناطة وملقة، خاف المعتمد بن عباد على ملكه، ولما رجع ابن تاشفين إلى مراكش، ولى على الأندلس القائد سير بن أبي بكر، فسار نحو إشبيلية، فراسل ابن عباد على أن يسلم إليه البلاد ويدخل في طاعة ابن تاشفين، فامتنع ابن عباد، ففرض سير الحصار على إشبيلية، وبعث بعض قواده إلى قرطبة، وكان أميرها المأمون بن المعتمد بن عباد، فوقع بين الطرفين معركة انتهت بمقتل المأمون وفتح قرطبة، وكان ذلك عام 484 هـ، ثم فتح المرابطون بياسة وأبدة وحصن البلاط والمدور، ولم ينقض شهر حتى لم يبق لابن عباد مايملكه من أرض سوى إشبيلية. لما اشتد الحصار على ابن عباد بعث إلى ألفونسو يطلب منه العون لقتال المرابطين، فبعث إليه قائده القومس في جيش من عشرين ألف فارس وأربعين ألف راجل، والتقى الجيشان قرب حصن المدور، وكان النصر للمرابطين، فرجع سير وشد الحصار على إشبيلية حتى دخلها عنوة عام 484 هـ، وقُبض على المعتمد وأهله، وحملوا إلى أن وصلوا لابن تاشفين في مراكش، الذي أمر بنفيه إلى أغمات، فسجن بها واستمر سجنه إلى أن مات عام 488 هـ. ثم ملك المرابطون بعد ذلك مابقي من بلاد الأندلس، ولم يبقى لملوك الطوائف ذكر بها، وأصبحت الأندلس تحت سلطة المرابطين، وانتهى عصر ملوك الطوائف.

### معارك شرق الأندلس

موقع مدينة دانية التي استردها المرابطون في معارك شرق الأندلس.

اضطربت الأحوال شرق الأندلس بعد أن تجددت رغبة النصارى في الاستيلاء عليها، فهاجموا غرسية وألمرية ومرسية وشاطبة. قرر ابن تاشفين مواجهة الأمر بتعيين ابنه محمد واليًا على شرق الأندلس، فسار محمد نحو مرسية والتقى بالنصارى في معركة انتهت بنصر المرابطين، وذلك عام 484 هـ الموافق 1092، ثم اتجه محمد إلى مدينة وبرة واستولى عليها، وواصل مسيره إلى دانية وكان يحكمها ابن مجاهد العامري، الذي فر منها والتجأ إلى مملكة بجاية، فدخلها محمد، ثم استولى على شاطبة، بعد أن فر منها أميرها ابن منقذ، وكان ذلك عام 485 هـ الموافق 1092.
بعد حملة ابن تاشفين على لييط، احتدم الخلاف بين ألفونسو السادس والكمبيادور، لتخلف الأخير عن مساعدة الأول، فانعكس ذلك على مدينة بلنسية التي كانت مسرحًا لصراع الإثنين. استغل قاضي المدينة جعفر المعافري الوضع القائم، واتصل بالمرابطين واجتمع بمحمد بن عائشة وطلب منه المعونة إلى بلنسية. أوفد ابن عائشة كتيبة من الفرسان عدد أفرادها أربعين فارسًا، وفتح أهل بلنسية أبواب المدينة للمرابطين، واستطاعوا إخضاع المدينة بالتعاون مع أهلها. في عام 486 هـ الموافق 1093، هَجم الكمبيادور على مدينة بلنسية، وفرض عليها حصارا طويلا، طلب بعدها سكان المدينة الصلح، قَبل الكمبيادور الصلح بشروط أهمها خروج المرابطين من المدينة، وفي عام 487 هـ الموافق 1094 سقطت بلنسية بيد الكمبيادور، فأجلى المسلمين عنها وأحل محلهم النصارى.

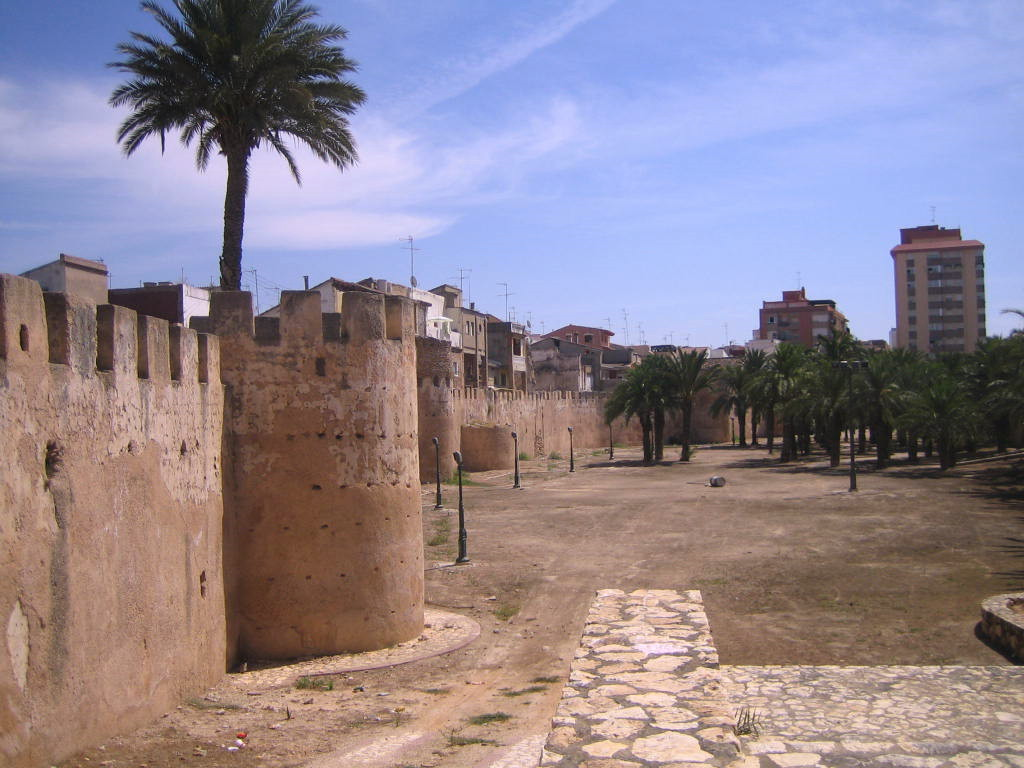
جزء من أسوار جزيرة شَقْر العربية القديمة التي استردت في حُروب شرق الأندلس.

سير ابن تاشفين جيشًا بقيادة ابنه محمد بن عائشة لاسترجاع المدينة، وانضمت إليه قوات أندلسية، وحاصر جيش المرابطين المدينة عشرة أيام، قاوم فيها الكمبيادور الحصار واستطاع أن يهزم المرابطين ويبعدهم عن الأسوار. استمر الحصار قائمًا حتى وفاة الكمبيادور عام 492 هـ الموافق 1099، حاولت زوجته شيمين متابعة الصمود في المدينة، وطلبت النجدة من ألفونسو الذي جاء لنجدتهم، وأقام في المدينة شهرًا. في هذه الأثناء جهز ابن تاشفين جيشًا مرابطيًا بقيادة مزدلي بن تيلكان، ونزل بلنسية والتقى الجيشان ودارت بينهما معركة انسحب منها ألفونسو بعد أن قام بحرق المدينة، ودخل مزدلي بلنسية في رمضان 495 هـ الموافق 1102، استمر مزدلي في التقدم شرقًا نحو الحصون القريبة من بلنسية، واستولى على مربيطر والمنارة والسهلة، وسقطت البونت في يديه عام 496 هـ الموافق 1103، وتقدم شمالًا حتى دخلو شنتمرية، وخلع حاكمها ابن رزين. أدى توسع المرابطين شمالًا إلى مهاجمة برشلونة، فغزاها مزدلي ولكنه سرعان ماعاد إلى بلنسية.

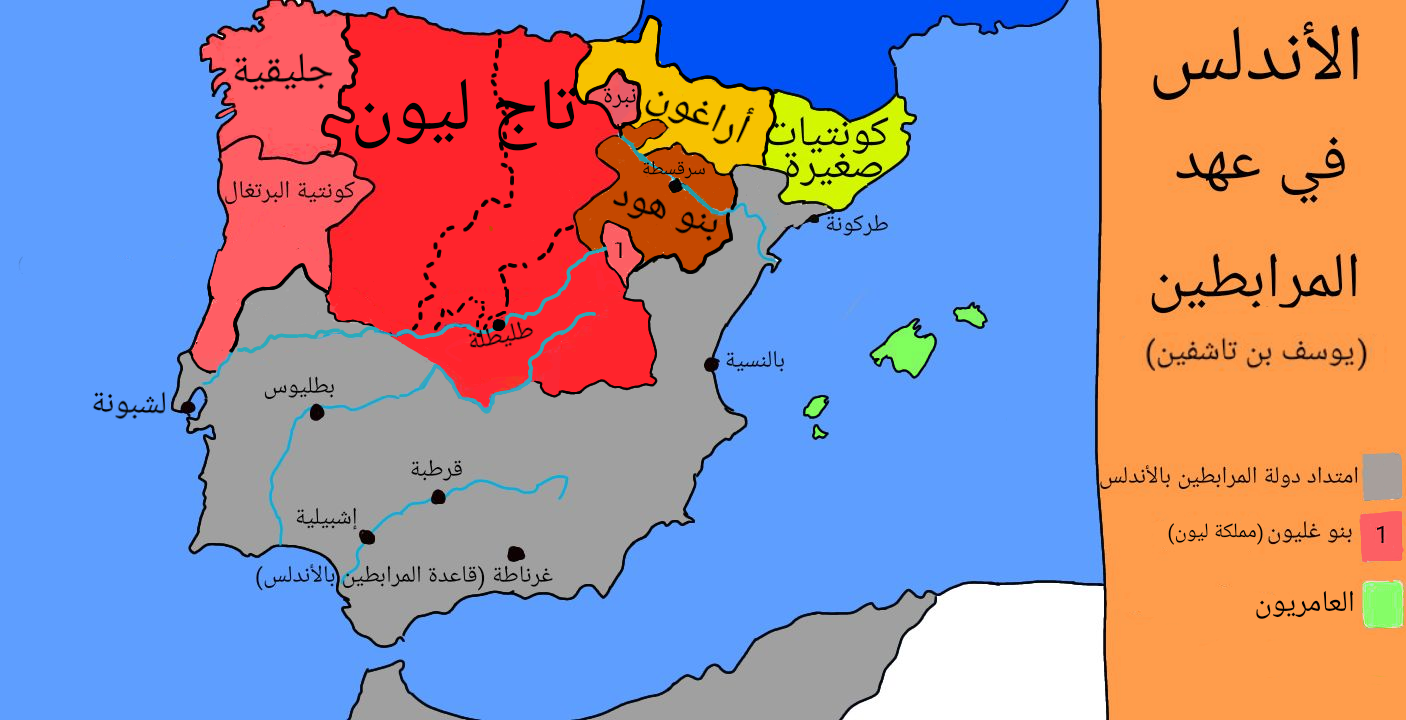
الأندلس والممالك المسيحية المجاورة قبيل وفاة يوسف بن تاشفين

هاجم ألفونسو السادس ثغور المرابطين في الأندلس، واحتل قلعة أيوب، فأمر ابن تاشفيين بتجهيز جيش بقيادة ابن الحاج، والتقى المرابطون بجيش ألفونسو في كنشرة عام 492 هـ الموافق 1099، ودارت معركة انتهت بنصر المرابطين، ولجأ الفونسو إلى مدينة طليطلة، فحاصرها المرابطون سبعة أيام ثم انصرفوا. أرسل ابن تاشفين جيشًا إلى كنكة بقيادة محمد بن عائشة، فهزم البرهانس وحلفاءه الأراجونيين، ثم سار إلى جزيرة شقر وفتحها بمساعدة الأسطول المرابطي. ضم ابن تاشفين كل البلاد والنواحي التي كانت زمن الدولة الأموية في الأندلس، ولم يبق خارج سلطته إلا إمارة سرقسطة التي كان يحكمها المستعين أحمد بن هود. كانت علاقة ابن هود علاقة ودية مع أمير المسلمين ابن تاشفين، وعندما بسط المرابطون سيادتهم على شرق الأندلس، اقتربوا من حدود سرقسطة، فأرسل ابن هود رسالة إلى ابن تاشفين: «نحن بينكم وبين العدو سد لا يصل إليكم ضرر، وقد قنعنا بمسالمتكم، فاقتعوا منا بها إلى ما نعينكم به من نفيس الذخر». استقبل ابن تاشفين الرسالة بالترحاب وأجاب إلى ما طلب ابن هود، فتوطدت العلاقات بين الأميرين، وأهدى المستعين إلى الأمير يوسف سنة 496 هـ آنية من الفضة توثيقًا للعلاقة القائمة.

## علاقاته بدول الجوار

### الخلافة الفاطمية
لما قامت الدولة المرابطية كان هناك خلافتان تسيطران على العالم الإسلامي: خلافَة سُنِّية عَبَّاسيَّة وخلافَة شيعيَّة فَاطميَّة. لم يفكر المرابطون بالاعتراف بالدولة الفاطمية بسبب العداء المستحكم بين الفرق الإسلامية، فهم مالكيون سُنيون اعتبروا محاربة الشيعة في مدينة تارودانت جهادًا في سبيل الله، فلم تقم بين الدولتين علاقات طيبة، بالإضافة للعامل المذهبي هناك العامل السياسي الذي كان يباعد بينهم، فقد كانت الخلافة الفاطمية وهي في مصر قريبة من المرابطين وقوية في المغرب، فقد كانت تتدخل في شؤون المرابطين الداخلية، مما زاد العلاقة سوءًا، حتى أنهم عدلوا عن طريق مصر في الذهاب إلى الحجاز لأداء فريضة الحج، بالرغم من المحاولات التي بذلها الوزير الفاطمي بدر الجمالي لاستمالتهم، وسلكوا طريقًا آخر يمتد عبر الصحراء إلى أعالي السودان، حيث لا سيادة للفاطميين هناك.

### الخلافة العباسية
كان المرابطون ينظرون إلى الخلافة العباسية السنية نظرة أسمى من الخلافة الفاطمية، لأنها أقرب إلى مذهبهم، ولبعدها عنهم فكانوا لا يخشونها، خاصة بعد أن تطرق إليها الفساد، ودب فيها الضعف، فأصبحت لا تشكل أدنى خطر عليهم، لذلك اعترفوا بها واتخذوا السواد شعارًا لهم، ونقشوا اسم الخليفة العباسي على نقودهم في منتصف القرن الخامس الهجري.
بعد أن بسط ابن تاشفين سيادته على الأندلس، طلب منه الفقهاء أن تكون ولايته من الخليفة لتجب طاعته على الكافة، فقرر ابن تاشفين الاتصال بالخليفة العباسي أبو العباس أحمد المستظهر بالله (487 هـ / 1074 - 512 هـ / 1118) وأرسل إليه بعثة ضمت عدد من أمرائه وفقهائه، وزودهم بهدية ثمينة وبكتاب يذكر فيه ما فتح الله على يده من البلاد في المغرب والأندلس، ويطلب تقليدًا بولاية البلاد التي بسط نفوذه عليها. أدت البعثة مهمتها بنجاح، فتلطفت في القول وأحسنت البلاغ، وعادت إلى المغرب بتقليد الخليفة وعهده للأمير يوسف بن تاشفين.

### بنو حماد

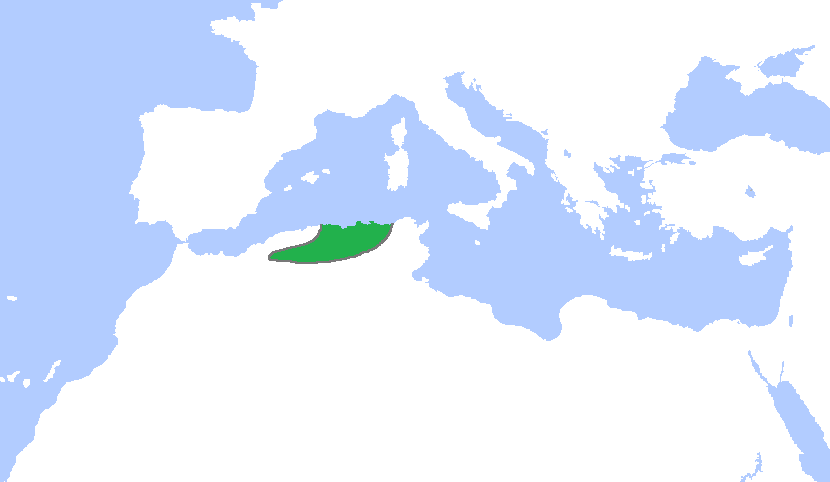
حدود دولة بني حماد.

توقفت فتوحات ابن تاشفين في المغرب لجهة الشرق عند حدود بجاية حيث بنو حماد الصنهاجيين، ورغم القرابة التي تربطهم به فلم ترقهم فتوحاته، وأخذوا يتحينون الفرص للوثوب على أطراف مملكة المرابطين. وأتتهم الفرصة عندما عبر ابن تاشفين الأندلس عام 479 هـ الموافق 1086، فتحالفوا مع عرب بني هلال، وغزوا المغرب الأوسط وعادوا إلى بلادهم محملين بالغنائم، وسكت يوسف عن الانتقام منهم وصالحهم لأنهم أقاربه، ولأنهم يشكلون حدًا مانعًا بينه وبين عرب بني هلال، ولا يشكلون خطرًا عليه كالهلاليين.
في عام 481 هـ الموافق 1088 توفي الناصر بن علناس الحمادي أمير بجاية، فبعث ابن تاشفين بكتاب تعزية إلى ولده وخليفته المنصور، وقد دلت هذه الرسالة على نيات يوسف السليمة تجاه بني حماد. استمرت حالة السلم بين الطرفين أكثر من عشر سنوات، حتى نشب الخلاف عندما هاجم أحد قادة جيش المرابطين وهو والي تلمسان تاشفين بن تنيغمر بدون إذن الأمير يوسف بني حماد، ولكنه فشل وتراجع أمام المنصور، الذي هاجم تلمسان ولم يتوقف إلا بعد أن طلب منه ابن تاشفين السلم، فعزل والي تلمسان تاشفين وعين مكانه الأمير مزدلي بن تيلكان. بعد أن ضم ابن تاشفين الأندلس أضحت مملكة بجاية ملاذًا للفارين من الأندلس، ومع ذلك لم يقم ابن تاشفين بأي تحرك تجاه بني حماد، وبقي الأمر كذلك حتى وفاته.

### ملوك الطوائف

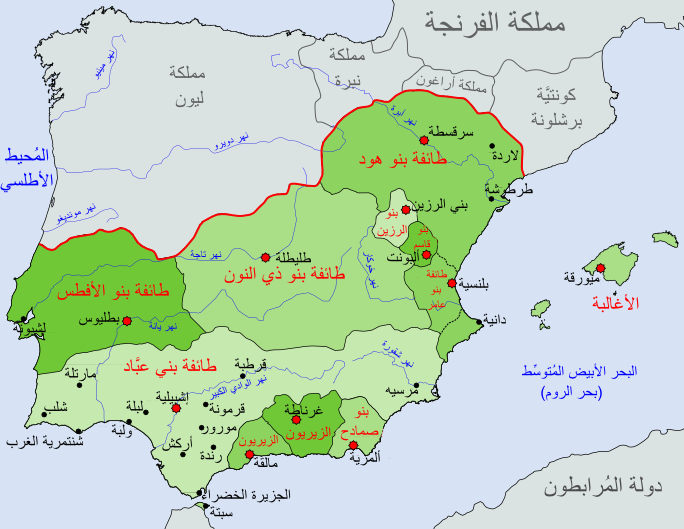
تقسيم دويلات ملوك الطوائف قبل دخول المرابطين الأندلس.

مرّت علاقات ابن تاشفين مع ملوك الطوائف بمراحل مختلفة من الحذر المشوب بالخوف إلى التحالف ثم العداوة التي أدت لضم الأندلس إلى دولة المرابطين. بعد أن أطلت دولة المرابطين على البحر المتوسط خشي حكام الأندلس من عبوره إليهم وكرهوا أن يكونوا بين عدوين: الإسبان من الشمال والمرابطون من الجنوب، سارع أمراء الطوائف إلى عقد مؤتمر للتشاور في أمر الخطر القادم من الجنوب، واستقر الرأي على أن يكتبوا للأمير يوسف يسألونه عن الإعراض عنهم وأنهم تحت طاعته، وأرسلوا إليه كتابا: «أما بعد فإنك إن أعرضت عنا نسبت إلى الكرم ولم تنسب إلى عجز، وإن أجبنا داعيك نسبتنا إلى العقل ولم تنسب إلى وهن، وقد اخترنا لأنفسنا أجمل نسبتينا، فاختر لنفسك أكرم نسبتيك، فإنك بالمحل الذي لا يحب أن نسبق فيه إلى مكرمه، وإن استبقاءك ذوي البيوت ما شئت من دوام لأمرك وثبوت. والسلام». بعد أن تشاور ابن تاشفين مع كاتبه رأى أن يسالم أهل الأندلس. ورد إليهم بكتاب: «من يوسف بن تاشفين سلام عليكم ورحمة الله وبركاته. تحية من سالمكم وسلم عليكم، وحكمه التأييد والنصر فيما حكم عليكم، وإنكم مما في أيديكم من الملك في أوسع إباحة، مخصوصين منا بأكرم إيثار وسماحة، فاستديموا وفائنا بوفائكم، واستصلحوا إخاءنا بإصلاح إخائكم. والله ولي التوفيق لنا ولكم والسلام».
بعد استيلاء ألفونسوا السادس على طليطلة وتهديده للأندلس، سارع حكامها بالاتصال بالأمير يوسف، وكان اتصالهم هذه المرة لطلب النجدة وليس للمسالمة، فقد فوض مؤتمر قرطبة الشعبي قاضي المدينة ابن أدهم باستدعاء ابن تاشفين لإنقاذهم. وعندما اشتد الضغط على المتوكل بن الأفطس أمير بطليوس اتصل بيوسف يطلب النجدة، وكذلك فعل المعتمد بن عباد، وانتهى الأمر باستجابة ابن تاشفين لداعي الأندلس. بعد معركة حصار لييط عام 481 هـ الموافق 1088، تغيرت الحالة بين يوسف وملوك الطوائف، وانتقلت من التحالف إلى العداوة، بعد أن رأى من تخاذلهم وخيانتهم واتصالهم بالعدو ضد المرابطين، وأدت المعارك بين الفريقين إلى إسقاط مملكة المعتمد بن عباد وأسره وسجنه في المغرب، وكذلك الحال مع حكام غرناطة وملقة، أما المتوكل بن الأفطس فقد أُعدم مع ابنيه.

## لقب أمير المسلمين
كان يوسف بن تاشفين يُلقب بالأمير، ويشترك معه في هذا اللقب عدة شخصيات من قبيلته لمتونة. بعد أن استولى ابن تاشفين على المغرب وكبرت مملكته، اجتمع إليه أشياخ قبيلته وعرضوا عليه أن يُلقب بأمير المؤمنين، لأن حقه أكبر من أن يلقب بالأمير، فرفض ذلك وقال: « حاشى أن أسمى بهذا الاسم، إنما يتسمى به خلفاء بني العباس، لكونهم من تلك السلالة الكريمة، وأنا راجلهم والقائم بدعوتهم»، ولكنهم قالوا أنه لا بد من اسم يمتاز به على سائر الأمراء، واقترحوا عليه لقب أمير المسلمين. قال ابن خلدون: «تسمى يوسف بن تاشفين بأمير المسلمين، وخاطب الخليفة لعهده ببغداد وهو أبو العباس أحمد المستظهر بالله العباسي، وبعث إليه عبد الله بن محمد بن العربي المعافري الإشبيلي، وولده القاضي أبا بكر بن العربي الإمام المشهور، فتلطفا في القول وأحسنا في الإبلاغ، وطلبا من الخليفة أن يعقد لأمير المسلمين بالمغرب والأندلس، فعقد له، وتضمن ذلك مكتوب من الخليفة منقول في أيدي الناس. وانقلبا إليه بتقليد الخليفة وعهده على ما إلى نظره من الأقطار والأقاليم، وخاطبه الإمام الغزالي والقاضي أبو بكر الطرطوشي يحضانه على العدل والتمسك بالخير». وإنما تسمى بأمير المسلمين دون أمير المؤمنين أدبًا مع الخليفة، حتى لا يشاركه في لقبه، لأن لقب أمير المؤمنين خاص بالخليفة، والخليفة من قريش كما في الحديث.
بعد أن تم اعتماد لقب أمير المسلمين، أصبح العمل جاريًا به في جميع بلاد دولة المرابطين، وصدرت الكتب تحمل هذا اللقب ابتداءً من منتصف محرم 466 هـ الموافق 1074، وهذا نصها: «بسم الله الرحمن الرحيم وصلى الله على سيدنا محمد وآله وصحبه وسلم تسليمًا، من أمير المسلمين وناصر الدين يوسف بن تاشفين إلى الأشياخ والأعيان والكافة أهل فلانة، أدام الله كرامتهم بتقواه ووفقهم لما يرضاه. سلام عليكم ورحمة الله وبركاته. أما بعد حمد الله أهل الحمد والشكر ميسر اليسر وواهب النصر، والصلاة على المبعوث بنور الفرقان والذكر. وإنا كتبناه إليكم من حضرتنا العلية بمراكش حرسها الله في منتصف محرم 466 هـ / 1072م، وإنه لما مَنَّ الله علينا بالفتح الجسيم، وأسبغ علينا من أنعمه الظاهرة والباطنة، وهدانا وهداكم إلى شريعة محمد المصطفى نبينا الكريم صلى الله عليه أفضل الصلاة وأتم التسليم، رأينا أن نخص أنفسنا بهذا الاسم لنمتاز به على سائر أمراء القبائل، وهو أمير المسلمين وناصر الدين. فمن خطب الخطبة العلية السامية، فليخطبها بهذا الاسم إن شاء الله تعالى، والله ولي العدل بمنه وكرمه. والسلام».

## ولاية العهد

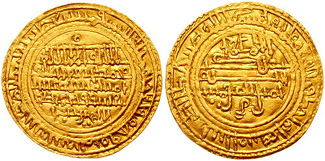
عملة ذهبية سكت في عهد علي بن يوسف.

في عام 496 هـ الموافق 1102 عبر أمير المسلمين ابن تاشفين البحر متوجهًا للأندلس العبور الرابع، فقصد يوسف قرطبة، وكانت مهمته تنظيم شؤون الأندلس والنظر في أمور الدولة هناك، وبعد أن اطمأن لحسن سير العمل، جمع القادة والولاة وفقهاء قرطبة، وأفضى إليهم بما ينوي وهو ولاية العهد لولده علي بن يوسف، فسارعوا لمبايعة عليًا بولاية العهد. عهد يوسف إلى كاتبه أبي محمد بن عبد الغفور أن يكتب نص ولاية العهد وهي: «أما بعد فإن  أمير المسلمين وناصر الدين أبا يعقوب يوسف بن تاشفين، لما استرعاه الله على كثير من عباده المؤمنين، خاف أن يسأله الله غدًا عما استرعاه كيف تركه هملًا لم يستنب فيه سواه. وقد أمر الله بالوصية فيما دون العظمة، وجعلها من أكد الأشياء الكريمة كيف في هذه الأمور العائدة بمصلحة الخاصة والجمهور. وإن أمير المسلمين بما لزمه من هذه الوظيفة وحضه الله بها من النظر في هذه الأمور الدينية الشريفة، قد أعز الله رماحه وأحد سيفه، فوجد ابنه الأمير الأجل أبا الحسن أكثرها ارتياحًا إلى المعالي واهتزازًا، وأكرمها سجية وأنفسها اعتزازًا، فاستنابه فيما استرعى، ودعاه لما كان عليه، دعا بعد استشارة أهل الرأي على القرب والنأي، فرضوه لما رضيه، واصطفوه لما اصطفاه، ورأوه أهلًا أن يسترعى فيما استرعاه، فأحضروه مشترطًا عليه الشروط الجامعة بينها وبين المشروط، قبل ورضي وأجاب حين دُعي بعد استخارة الله الذي بيده الخيرة والاستعانة بحول الله الذي من آمن به شكره. وبعد ذلك مواعظ ووصية بلغت من النصيحة مرامي قضية يقول في خاتمة شروطها وتوثيق ربوطها. كتب شهادته على النائب والمستنيب من رضي أمامتهم على البعيد والقريب، وعلم علمًا يقينًا بما وصاه في هذا الترتيب، وذلك في عام 495 هـ».
ولم تسجل تولية علي أية معارضة من أي جانب على الرغم من أنه أصغر إخوته سنًا. وأصدر الأمير يوسف أوامره أن ينقش اسم ولي عهده إلى جانب اسمه على السكة. فصدرت النقود تحمل في إحدى وجيهيها: «لا إله إلا الله - الأمير علي بن الأمير يوسف بن تاشفين». وأُمر بالدعوة له في خطب يوم الجمعة.

## وفاته

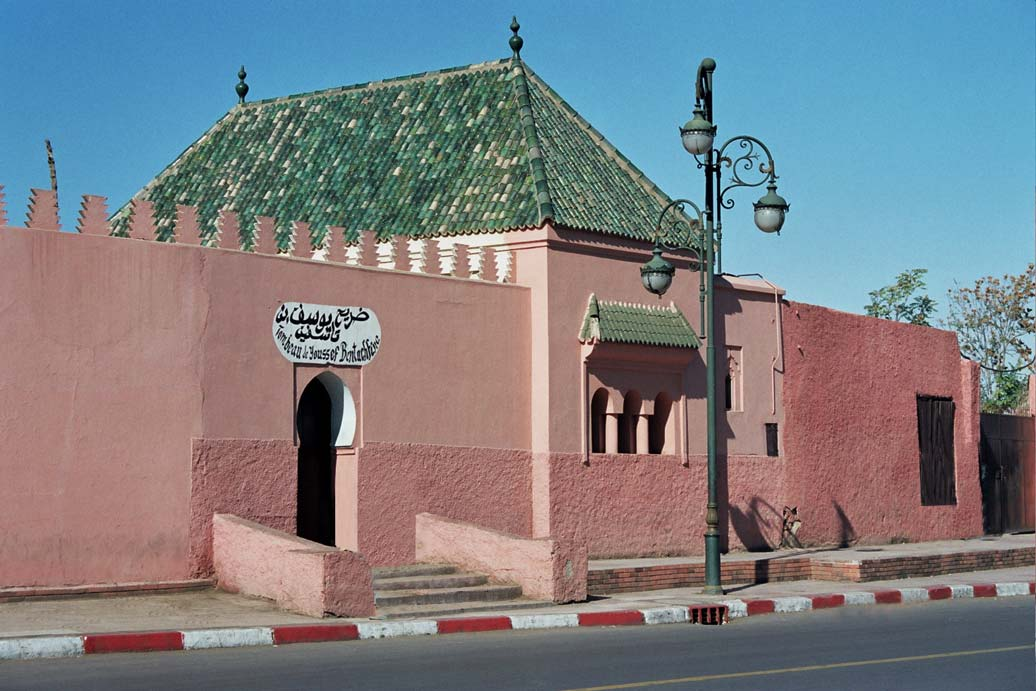
ضريح يوسف بن تاشفين بمدينة مراكش.

في أواخر عام 498 هـ الموافق 1104 مرض يوسف بن تاشفين، وأصابه الضعف، واشتدت به العلة. وبعد مرض دام عامًا وشهرين توفي ابن تاشفين في نهار يوم الإثنين 3 محرم 500 هـ الموافق 4 يوليو 1106، بعد أن بلغ من العمر مئة عام (400 هـ / 1009 - 500 هـ / 1106)، وحضر الوفاة ولداه أبو الطاهر تميم بن يوسف، وولي عهده أبو الحسن علي بن يوسف، ودفن بحاضرة قصره في مراكش. لما أدرك بن تاشفين أن أجله قد اقترب، استدعى ولده عليًا، وأفضى إليه بوصيته الأخيرة وهي تحتوي على ثلاث خصال، الأولى: ألا يهيج أهل جبل درن ومن وراءه من المصامدة وأهل القبلة، الثانية: أن يهادن بني هود وأن يتركهم حائلًا بينه وبين الروم، الثالثة: أن يقبل من أحسن من أهل قرطبة ويتجاوز عن مسيئهم.

## شخصيته ووصفه
قال ابن خلكان: «كان أمير المسلمين يوسف بن تاشفين حازمًا، سائسًا للأمور، ضابطًا لمصالح مملكته، مؤثرًا لأهل العلم والدين، كثير المشورة لهم». وقال: «بلغني أن الإمام حجة الإسلام أبا حامد الغزالي رحمه الله لما سمع ما هو عليه من الأوصاف الحميدة، وميله إلى أهل العلم، عزم إلى التوجه إليه، فوصل إلى الإسكندرية، وشرع في تجهيز ما يحتاج إليه، فجاء الخبر بوفاته، فرجع عن ذلك العزم»
يقول علي بن عبد الله بن أبي زرع الفاسي: «كان يوسف بن تاشفين أسمر اللون نقيه، معتدل القامة، نحيف الجسم، خفيف العارضين، رقيق الصوت أكحل العينين، أقنى الأنف، له وفرة تبلغ شحمة أذنه، مقرون الحاجبين، جعد الشعر، وكان رحمه الله بطلًا نجدًا شجاعًا حازمًا مهابًا ضابطًا لملكه، متفقد الموالي من رعيته، حافظًا لبلاده وثغوره، مواظبًا على الجهاد، مؤيدًا منصورًا، لباسه الصوف، ولم يلبس قط غيره، وأكله الشعير ولحوم الإبل وألبانها، مقتصرًا على ذلك. خُطب له بالأندلس والمغرب على ألف منبر وتسعمئة منبر، ردَّ أحكام البلاد إلى القضاء، وأسقط مادون الأحكام الشرعية، كان حسن الأخلاق، متواضعًا، كثير الحياء، جامع لخصال الفضل».
يقول أبي القاسم محمد بن سماك العاملي: «كان رجلا فاضلا، زكيا، فطنا، حاذقا، نبيبا، زاهدا، يأكل من عمل يده، ينيب إلى الخير و الصلاح، كثير الخوف من الله عز و جل، و كان أكبر عقابه الاعتقال الطويل، و كان يفضل الفقهاء، و يعظم العلماء، و يصرف الأمور إليهم، و يأخذ فيه برأيهم، و يقضي على نفسه بفتياهم.».

## إدارة شؤون الدولة

### الولاة والقضاة
سيطر الطابع القبلي على دولة المرابطين من الناحية الإدارية، فقد كان ابن تاشفين يعين الولاة على الأقاليم من قبيلته لمتونة خصوصًا وصنهاجة عمومًا، فبعد أن أتم فتح المغرب قسمه على بنيه وأمراء قومه، فولى سير بن أبي بكر على مكناس وبلاد مكلالة وبلاد فازاز، وولى عمر بن سليمان المسوفي على مدينة فاس، وولى داود بن عائشة على سجلماسة ودرعة، وولى تميم بن يوسف على مدينة أغمات ومراكش وبلاد السوس وسائر بلاد الصامدة وتادلة وتامسنا. عندما عزم ابن تاشفين على ضم الأندلس، أسند إلى القائد سير بن أبي بكر تلك المهمة، وعينه حاكمًا على الأندلس، وأوصاه بأن يعين على كل بلد يفتحه حاكمًا من لمتونة، ثم عينه بعد ذلك على بطليوس ونواحيها، وعين القائد مزدلي بن تيلكان -ابن عم يوسف- على مدينة بلنسية بعد استعادتها من النصارى، ثم نقله وعينه على تلمسان بعد عزل تاشفين بن تنيغمر، وعين على بلنسية ابن فاطمة، وعلى سبتة الأمير يحيى بن أبي بكر، وعين علي الحاج على غرناطة. كان الولاة يخضعون مباشرة لنائب الأمير. وقد منح ابن تاشفين سلطات واسعة لهم منها: حق التصرف في عزل وتعيين من دونهم من الولاة المحليين ومن يليهم من رجال السلطة، وكذلك القيام بتحركات عسكرية داخل مناطق نفوذهم. كان ابن تاشفين يراقب ولاته مراقبة شديدة، ويقوم بتبديلهم وعزلهم إذا أساؤوا، وكان يخطر أهل الولاية بتعيين الوالي الجديد، كما كان كثير الطواف في مملكته للإشراف على تنفيذ أوامره وتعليماته.
كان لمنصب القاضي أهمية كبيرة في عهد يوسف وخلفائه، وكان يعينهم من كبار العلماء دون الاستناد على العصبية القبلية كما كان في تعيين الولاة، حتى إن أكثر القضاة كانوا من غير قبيلة صنهاجة. منح يوسف القضاة رتبة عالية في الدولة، حتى كثرت أموالهم واتسعت مكاسبهم، وكانوا يستمدون نفوذهم من سلطة الدولة نفسها، وكانوا يحكمون وفق المذهب المالكي، ويقوم بتنفيذ الأحكام الولاة والحكام المحليون. وقد شارك القضاة في معاركة ابن تاشفين في الأندلس، واستشهد بعضهم في معركة الزلاقة ومنهم القاضي عبد الملك المصمودي قاضي مراكش.

### الوزارة وديوان الإنشاء
لم يتخذ يوسف وزراء بالمعنى المتعارف عليه، ولم يمنح لقب وزير لأي شخص، لكنه اتخذ موظفين يرجع إلى مشورتهم، وكتابًا يشرفون على ديوان الرسائل أو الإنشاء. لم يتخذ ابن تاشفين مجلس وزراء، بل كان عنده هيئة استشارية تشترك فيها طائفة من الفقهاء والأعيان والكتاب، يلازمونه في قصره وتنقلاته، ويبدون آراءهم في المشاكل المطروحة للبحث، وتبقى الكلمة الفصل له. أما في الأمور المهمة فكان يجمع زعماء المرابطين وأبناء عمومته لمتونة للتداول واتخاذ الآراء، ولم يتخذ حجابًا، لأنه دولته اتسمت بالبساطة.
أنشأ ابن تاشفين ديوان الإنشاء لتحرير الرسائل، تولاه رجال من أشهر الأدباء في الحقبة الأندلسية، وأكثرهم من الذين يرزوا في ظل ملوك الطوائف، إذ أن الحياة الأدبية بلغت أوجها في عهدهم، أما الأمر الذي دفع ابن تاشفين لاستقطاب الأندلسيين فهو أن المغرب لم ينجب أدباء في تلك المرحلة بحيث يمكن الاستغناء عن الأندلسيين. كان يرأس الأدباء موظف كبير يسمى الكاتب. كانت استعانة ابن تاشفين بهؤلاء الأدباء من أجل توثيق العلاقات بين الأندلس والمغرب. بعد وفاة الكاتب ابن أسبط عام 487 هـ الموافق 1093 حفل بلاط ابن تاشفين بطائفة من الكتاب، رفعت من شأن الدولة المرابطية، وقد شجعهم على ذلك أن سياسة ابن تاشفين الثقافية كانت بعيدة عن القبلية، فأراد أن يشعر شخصيات الأندلس الأدبية بأنهم أهل البلاد. من أشهر الكتاب الأندلسيين الكاتب أبو بكر محمد بن سليمان القلاعي الإشبيلي المعروف بابن القصير، وبعد وفاة ابن أسبط استدعاه يوسف للرد على رسالة وردته من مصر، ومن الكتاب العاملين في ديوان الإنشاء الفقيه أبو القاسم بن الجد، والكاتب أبو عبد الله اللوشي.

### الجيش
بدأ ابن تاشفين تنظيم الجيش المرابطي أيام نيابته على المغرب، وعندما تنازل له الأمير أبو بكر زاد اهتمامه به، وقد بلغ تعداد جيش المرابطين عند فتح فاس مئة ألف مقاتل. قسم ابن تاشفين الجيش إلى فرقتين كبيرتين من الفرسان والمشاة، ثم أنشأ فرقًا من الرماة والأغزاز والسهام والنشاب، ثم وسع دائرة التجنيد بإشراك القبائل المغربية المهزومة من زناتة ومصمودة وغمارة في الجيش، وأطلق عليهم اسم الحشم، وأصبح جيش المرابطين يتكون من قبائل وطوائف مختلفة. بعد فتح الأندلس أشرك يوسف في الجيش إلى جانب المغربة الأفارقة عرب بني هلال، بالإضافة إلى الأندلسيين الذين شكلوا فرقة خاصة بهم غداة معركة الزلاقة، وبعد ضم الأندلس جندهم يوسف وأمرهم بالإقامة في الثغور.
شكل ابن تاشفين حرسه الخاص من عبيد غانا، فقد اشترى منهم حوالي ألفين، وأطلق عليهم اسم العلوج، هذا بالإضافة للصقالبة فقد كان عنده منهم حوالي مئتين وخمسين، وسماهم الداخليين، وهم من النصارى المعاهدين الذين اعتنقوا الإسلام. كانت قوى الحرس الخاص تُشكل من أشجع الجنود، وقد وضع ابن تاشفين شروطًا لقبولهم، كما درب فرقًا من الفدائيين الزنوج، يكلفون بالمهمات الصعبة، وخاصة في نهاية المعارك لانتزاع النصر. عمد يوسف لإصلاح نظام تسليح الجيش وطريقة إعداده وقتاله، ففي البدايات كانت تستخدم الأسلحة اليدوية والجمال، وهي تصلح لحروب الصحراء، أما حروب المدن والحصون فتتطلب وسائل أسلحة تتلاءم مع الوضع الجديد، وسلح الجيش بأنواع الأسلحة المغربية والأندلسية والنصرانية. كان ليوسف الفضل في تنظيم قيادة جيشه، فأثناء المعارك يرتب الجيش وفق نظام خماسي؛ المقدمة: وفيها جنود المشاة ووحدة الفرسان الخفيفة، والجناحان (الميمنة والميسرة): وفيها حملة العصي والنبال وأكثرهم من أهل الثغور، والقلب: ويتمركز فيه الفرسان المرابطون المزودون بالأسلحة الثقيلة والخفيفة، والمؤخرة: ويقودها الأمير يوسف بنفسه وتتألف من صفوة الجنود والحرس.

### الأسطول البحري
كان المرابطون بدو صحراويون يجهلون ركوب البحر، ولكن الحاجة فرضت عليهم الاهتمام بشؤونه لدى بلوغهم سواحل البحر المتوسط لحمايتها من الغزو الإفرنجي. بدأ اهتمام ابن تاشفين بالإسطول منذ ذلك الوقت، وكان يتألف من سفن النقل أكثر من سفن الحرب، وخاض الأسطول أولى معاركه في سبتة عام 476 هـ الموافق 1083 ضد معز الدولة بن سكوت البرغواطي، وقد دفعت هذه المعركة ابن تاشفين إلى زيادة الاهتمام به، ثم استخدم الأسطول في عملية نقل الجند لعبور الأندلس غداة معركة الزلاقة. بعد أن ضم يوسف الأندلس لمملكته استعان بخبرة الأندلسيين في هذا المضمار، وكذلك بدور صناعتها، واستفاد من الطاقات البشرية والمادية في الشؤون البحرية، مما أدى إلى بناء قوة بحرية ساهمت مساهمة فاعلة في تحرير شرق الأندلس من النصارى، فاشترك الأسطول في معارك بلنسية وجزيرة شقر، وخاض معركة استرجاع جزيرة البليار.

### بناء مدينة مراكش

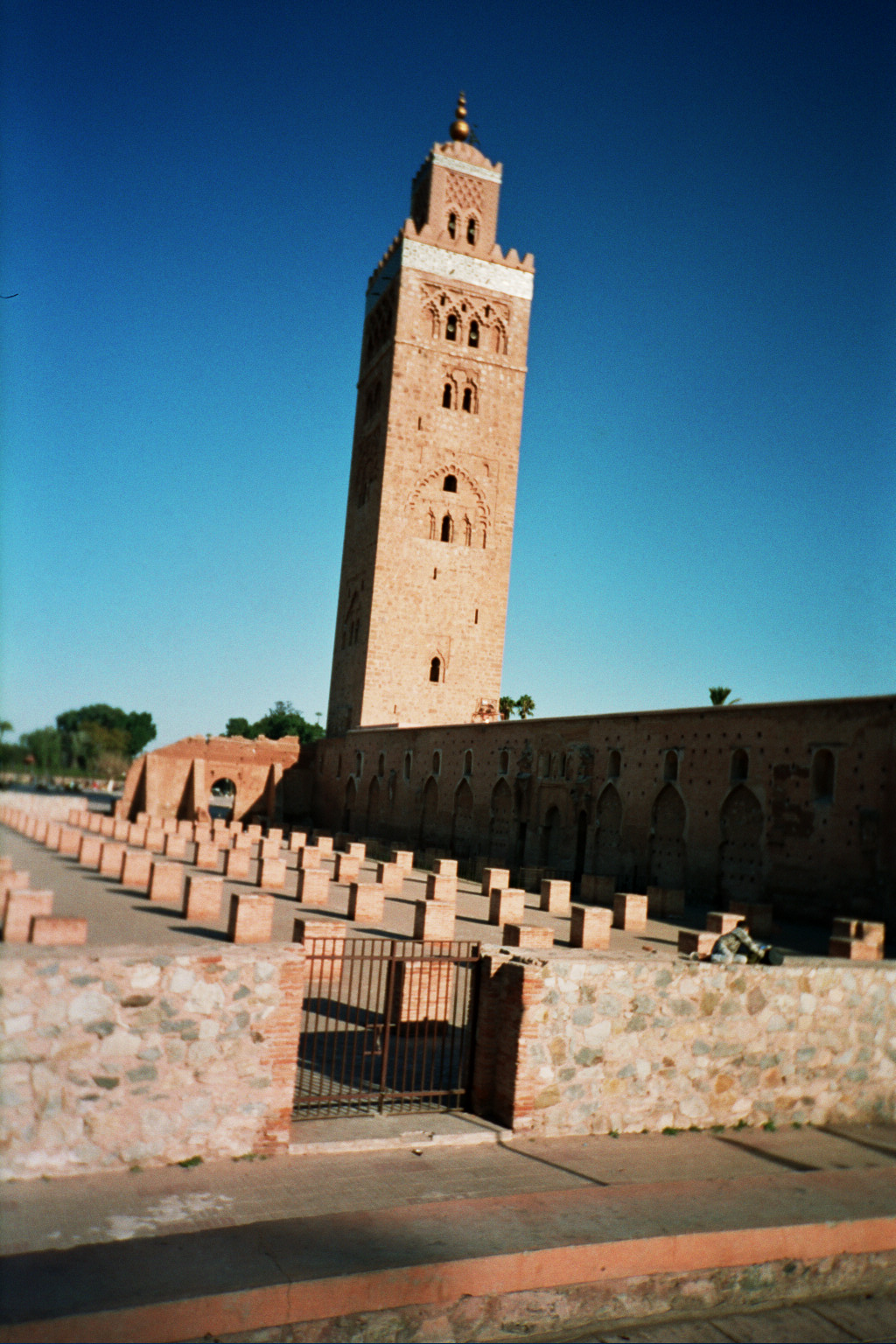
جامع الكتبية أحد أقدم مباني مدينة مراكش.

بعد أن أقام ابن تاشفين مملكته في المغرب وازداد نفوذه، أراد أن يبني لمملكته عاصمة جديدة، فاشترى مكانًا من عجوز مصمودية عام 454هـ الموافق 1062م، يقع على بعد ستة كيلومترات إلى الشمال من وادي تانسيفت، وإلى شرقه يجري فرع من وادي أسيل، ويحده من الشمال مملكة سلا وجنوبًا جبل درن، وغربًا المحيط الأطلسي، وشرقًا مناطق سجلماسة وفاس. كان المكان مكمنًا للصوص يغيرون فيه على القوافل العابرة، فكان المارة العابرون إذا انتبهوا إلى ذلك المكان قالوا لبعضهم: «مركش» أي امش مسرعًا بلهجة البربر، ومنه كان اسم مراكش.
نزل ابن تاشفين المكان بخيام الشعر، وشرع ببناء المسجد، وهي الطريقة المتبعة عند تأسيس المدن الإسلامية، ثم بنى قصبة صغيرة لحفظ أمواله وسلاحه، المكان الذي بناه هو الموضع المعروف الآن بسور الحجر قرب جامع الكتبيين ويعرف باسم السجينة. أصبحت المدينة الناشئة مراكش شبيهة بالمعسكرات التي أنشأها العرب في البلاد المفتوحة، والتي تحولت فيما بعد إلى حواضر مدنية. لم يشيد ابن تشفين لعاصمته الجديدة سورًا، لأن قوة الدولة كانت تحمي المدينة، وبقيت كذلك بلا سور حتى أقامه الأمير علي بن يوسف عام 527 هـ الموافق 1133م. كانت مراكش خالية من المياه، إذ لا ينابيع فيها، فاضطر ابن تاشفين لجلب المياه من مدينة أغمات، وأمر بحفر الآبار.

في أوائل القرن الثامن الهجري، القرن الرابع عشر الميلادي، زار الرحالة ابن بطوطة مدينة مراكش وقال: 
وقد اختلف المؤرخون حول المؤسس الحقيقي لمدينة مراكش، بين أبو بكر بن عمر اللمتوني ويوسف بن تاشفين.

### السياسة المالية

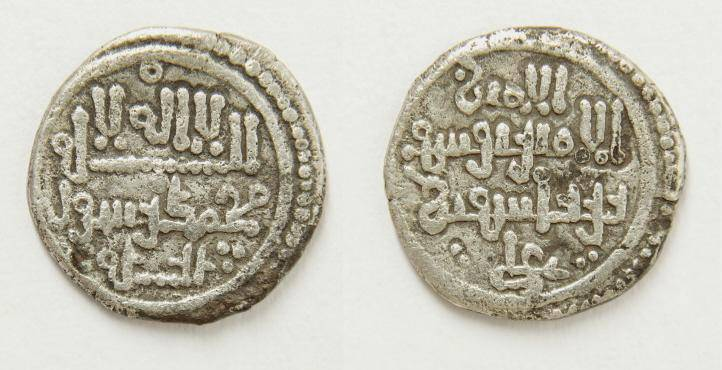
مسكوكة نقدية زمن يوسف بن تاشفين.

أنشأ ابن تاشفين دورًا لصك النقود في مراكش عام 464 هـ الموافق 1072، وضرب فيها دراهم زنة الواحد درهم وربع من عشرين درهمًا للأوقية، وهو المسمى الدرهم الجوهري. وضرب الدينار الذهبي باسمه عام 473 هـ الموافق 1081، كتب عليه في الوجه : لا إله إلا الله محمد رسول الله، ومن يتبع غير الإسلام دينا فلن يقبل منه وهو في الآخرة من الخاسرين، أمير المسلمين يوسف بن تاشفين. وكتب على الظهر: الإمام عبد الله أمير المؤمنين، ضرب هذا الدينار بمراكش سنة ثلاثة وسبعين وأربعمائة. كانت الدنانير المرابطية تأتي في المرتبة الرابعة بين مثيلاتها بالنسبة للدنانير الفاطمية، وكانت تنقص في الصب 15%، بالإضافة إلى رسم الصكة وأجرة الظرابين 5%، فيكون الباقي 80% من كل مئة مثقال، وقيمة كل مثقال 32 درهمًا.
ألغى ابن تاشفين جميع الضرائب غير المشروعة في مملكته، والتي كان قد فرضها الزناتيون في المغرب وملوك الطوائف في الأندلس، وكذلك المكوس والرسوم والضرائب في جبل طارق، ولم يفرض في دولته طيلة حياته رسم أو معونة خراج لا في حاضرة ولا بادية. اتبع يوسف نظامًا ماليًّا يقوم على قواعد الإسلام، فلم يفرض إلا ما أوجبه حكم الكتاب والسنة من الزكاة والعشر والجزية وأخماس الغنائم.

## وصلات خارجية
- يوسف ابن تاشفين، مقالة من جمعية الرسالة للتنمية البشرية
- يوسف ابن تاشفين، مقالة من الموسوعة العربية
- جوازات يوسف بن تاشفين الأربع، بقلم عثمان بن خضراء

| سبقه أبو بكر بن عمر اللمتوني | أمير المسلمين 457 هـ - 1065 / 500 هـ - 1106 | تبعه علي بن يوسف |